# Leopoldo I da Bélgica
Leopoldo I (nome completo: Leopoldo Jorge Cristiano Frederico; Coburgo, 16 de dezembro de 1790 – Bruxelas, 10 de dezembro de 1865) foi o primeiro Rei dos Belgas, reinando desde sua eleição em 1831 até sua morte em 1865.
Filho mais jovem de Francisco, Duque de Saxe-Coburgo-Saalfeld, Leopoldo ingressou no Exército Imperial Russo e lutou contra Napoleão após as tropas francesas invadirem Saxe-Coburgo durante as Guerras Napoleônicas. Após a derrota de Napoleão, Leopoldo mudou-se para o Reino Unido, onde, em 1816, casou-se com a princesa Carlota de Gales, única filha do príncipe regente (mais tarde rei Jorge IV). O casamento foi feliz, mas terminou após um ano e meio, quando Carlota morreu ao dar à luz um filho natimorto. Leopoldo continuou a desfrutar de considerável estatuto na Grã-Bretanha.
Após a Guerra de Independência Grega, Leopoldo foi oferecido o trono da Grécia sob o Protocolo de Londres de 1830, que criou um estado grego independente, mas recusou-o, considerando-o muito precário. Em vez disso, aceitou o trono da Bélgica em 1831, após a independência do país em 1830. O governo belga ofereceu-lhe a posição devido às suas conexões diplomáticas com casas reais em toda a Europa e porque, como candidato apoiado pelos britânicos, ele não estava afiliado a outras potências, como a França, que eram vistas como tendo ambições territoriais na Bélgica, o que poderia ameaçar o equilíbrio de poder europeu criado pelo Congresso de Viena de 1815.
Leopoldo prestou juramento como Rei dos Belgas em 21 de julho de 1831, evento comemorado anualmente como o Dia Nacional da Bélgica. No ano seguinte, casou-se com a princesa Luísa Maria de Orleães, com quem teve quatro filhos. Também teve dois filhos com sua amante Arcadie Claret. O reinado de Leopoldo foi marcado por tentativas dos holandeses de recapturar a Bélgica e, mais tarde, por divisões políticas internas entre liberais e católicos. Como protestante, Leopoldo era considerado liberal e incentivou a modernização econômica, desempenhando um papel importante no financiamento da criação da primeira ferrovia da Bélgica em 1835 e na subsequente industrialização. Devido às ambiguidades na Constituição belga, Leopoldo conseguiu expandir ligeiramente os poderes do monarca durante seu reinado e assumiu vários ministérios. Ele também desempenhou um papel importante em impedir a propagação das Revoluções de 1848 na Bélgica. Morreu em 1865 e foi sucedido por seu filho, Leopoldo II.

## Início de vida

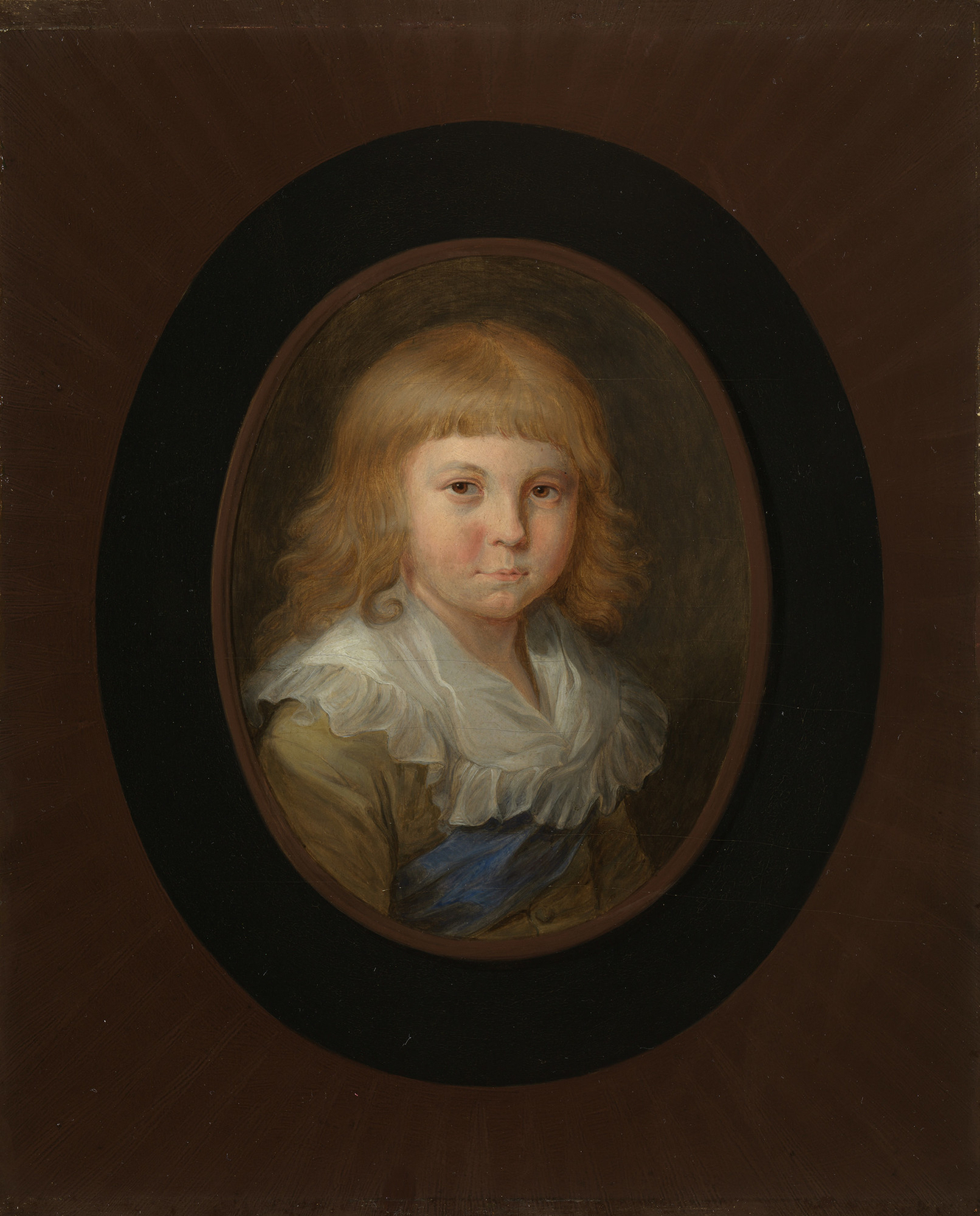
Príncipe Leopoldo de Saxe-Coburgo-Saalfeld
Herbert Smith, na Royal Collection

Leopoldo nasceu no Palácio de Ehrenburg, em Coburgo, no pequeno ducado alemão de Saxe-Coburgo-Saalfeld, na atual Baviera, a 16 de dezembro de 1790. Era o oitavo filho e o mais novo dos filhos varões de Francisco, duque de Saxe-Coburgo-Saalfeld, e da condessa Augusta de Reuss-Ebersdorf. Em 1826, Saxe-Coburgo adquiriu a cidade de Gota do vizinho Ducado de Saxe-Gota-Altemburgo e cedeu Saalfeld a Saxe-Meiningen, passando a denominar-se Saxe-Coburgo-Gota. A dinastia com esse nome foi, portanto, fundada pelo irmão mais velho de Leopoldo, Ernesto I, duque de Saxe-Coburgo-Gota, pai do príncipe Alberto, consorte da rainha Vitória do Reino Unido. Leopoldo foi batizado a 17 de dezembro de 1790, mantendo o nome de nascimento em homenagem a Leopoldo II, Sacro Imperador Romano-Germânico. A sua avó paterna, a princesa Sofia Antónia de Brunsvique-Volfembutel, frequentemente auxiliava nas tarefas de educação e demonstrava ser o seu neto favorito.
A partir de 1797, Leopoldo foi tutelado por Charles-Theodore Hoflender, graduado pela Universidade de Jena e professor em Coburgo. Sob sua orientação, estudou história bíblica, cristianismo, matemática e línguas, incluindo grego, latim e russo. Em 1799, Leopoldo e seus irmãos passaram também a ser tutelados por Johann Philipp Hohnbaum, especializado em educação física e história da Grã-Bretanha, do Sacro Império Romano-Germânico e da Saxônia. Hohnbaum relatou que Leopoldo era fascinado por história e conflitos como a Guerra dos Trinta Anos. O pastor luterano Gottlieb Scheler também ensinou o catecismo a Leopoldo. O ensino do Pietismo por Scheler teve uma influência duradoura em Leopoldo. A partir de 1804, aos treze anos, Leopoldo manteve um diário e aprendeu inglês, francês e italiano. Ouvia frequentemente histórias de experiências militares do seu tio-avô, o Príncipe Josias de Saxe-Coburgo-Saalfeld, e herdou a paixão do pai pela corrida de pombos e pela floricultura.

## Carreira militar

### Exército Imperial Russo

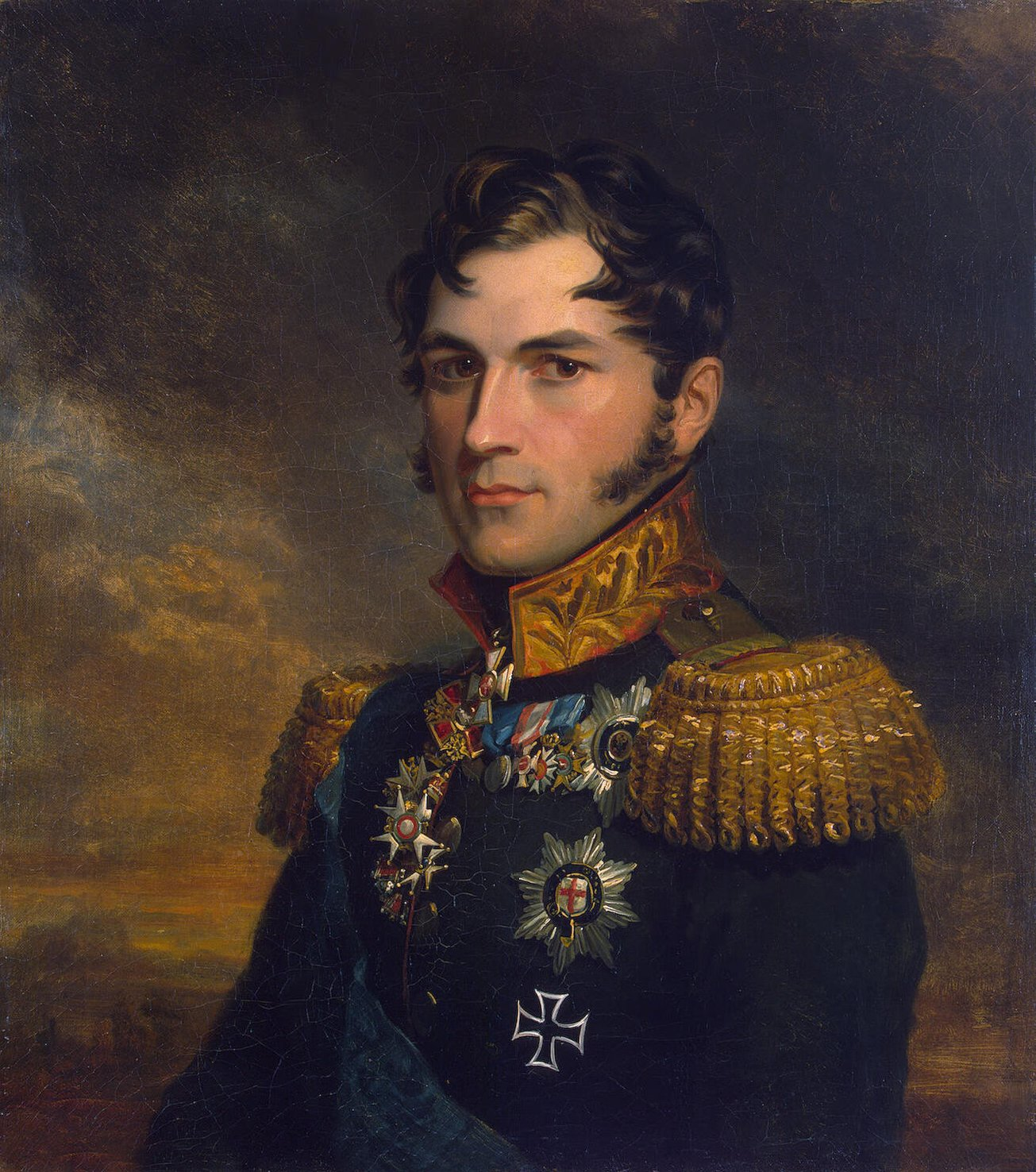
Leopoldo, Príncipe de Saxe-Coburgo-Saalfeld
George Dawe, c. 1823-1825, no Museu Hermitage

Em 1796, a irmã mais velha de Leopoldo, a princesa Juliana de Saxe-Coburgo-Saalfeld, casou-se com o grão-duque Constantino Pavlovich da Rússia, tornando a Casa de Romanov a sua casa por casamento. No ano seguinte, com apenas seis anos de idade, Leopoldo recebeu um título militar honorário russo no Regimento Izmaylovsky, parte da Guarda Imperial Russa: o posto de capitão a 7 de maio de 1797 e, posteriormente, o de coronel a 11 de setembro de 1798. Leopoldo também iniciou especialização na língua russa.  A 19 de março de 1801, foi transferido para o Regimento de Cavalaria da Guarda Imperial, onde, seis anos depois, aos doze anos, foi promovido ao posto de major-general.
Em 1805, com catorze anos, Leopoldo acompanhou o seu irmão mais velho, Ernesto, duque hereditário de Saxe-Coburgo-Gota, até a Morávia, onde se encontrava o quartel-general do imperador Alexandre I da Rússia. No entanto, nem Leopoldo nem Ernesto participaram em combate. Após a Batalha de Austerlitz, durante as Guerras Napoleónicas, as tropas francesas ocuparam o Ducado de Saxe-Coburgo em 1806. Leopoldo e o seu pai, Francisco, refugiaram-se em Saalfeld; contudo, Francisco faleceu a 9 de dezembro de 1806, seis dias antes de o Tratado de Poznan integrar o Ducado na Confederação do Reno, abolindo assim a sua soberania. Quando Napoleão soube que Ernesto havia combatido anteriormente contra os franceses, retirou o Ducado da Confederação, antes de apreender os bens da família de Leopoldo. Leopoldo e a sua mãe foram confinados a uma secção de um dos castelos confiscados e não lhes foi permitido sair. Durante este período, Leopoldo escreveu à sua irmã, princesa Sofia de Saxe-Coburgo-Saalfeld: "O pobre país de Coburgo está terrivelmente penalizado; deve pagar 981.000 francos; é imenso. Os nossos cofres e as nossas propriedades, enfim, todas as nossas rendas, foram confiscadas pelo Imperador Napoleão. Nenhuma dotação pode ser paga".  Após intervenção do Imperador Russo, Napoleão declarou o Ducado novamente parte da Confederação do Reno, adicionando-o ao Tratado de Tilsit. Ernesto, como novo duque reinante, foi autorizado a regressar a Coburgo em julho de 1807.
Em 1808, Leopoldo deslocou-se para Paris, onde integrou a Corte Imperial de Napoleão. A esposa de Napoleão, Josefina de Beauharnais, adotou uma atitude protetora em relação a Leopoldo, que conheceu Napoleão em outubro de 1808. Napoleão teria ficado impressionado com Leopoldo e considerou brevemente nomeá-lo seu ajudante de campo. Na Primavera de 1808, Leopoldo contraiu febre tifoide e, após a recuperação, tornou-se regente de Saxe-Coburgo-Saalfeld enquanto Ernesto visitava a Rússia. Napoleão ofereceu-lhe o cargo de ajudante de campo, mas Leopoldo recusou e decidiu seguir para a Rússia para seguir uma carreira militar na cavalaria imperial russa, que posteriormente entrou em guerra com a França. Leopoldo acompanhou o imperador Alexandre I em setembro de 1808 e representou o seu ducado natal no Congresso de Erfurt, onde Napoleão falhou em fortalecer as relações franco-russas enquanto os interesses do ducado foram ignorados. Escreveu a Alexandre I solicitando assistência, levando Napoleão a exigir que ele se demitisse do exército russo.

### Guerras Napoleônicas

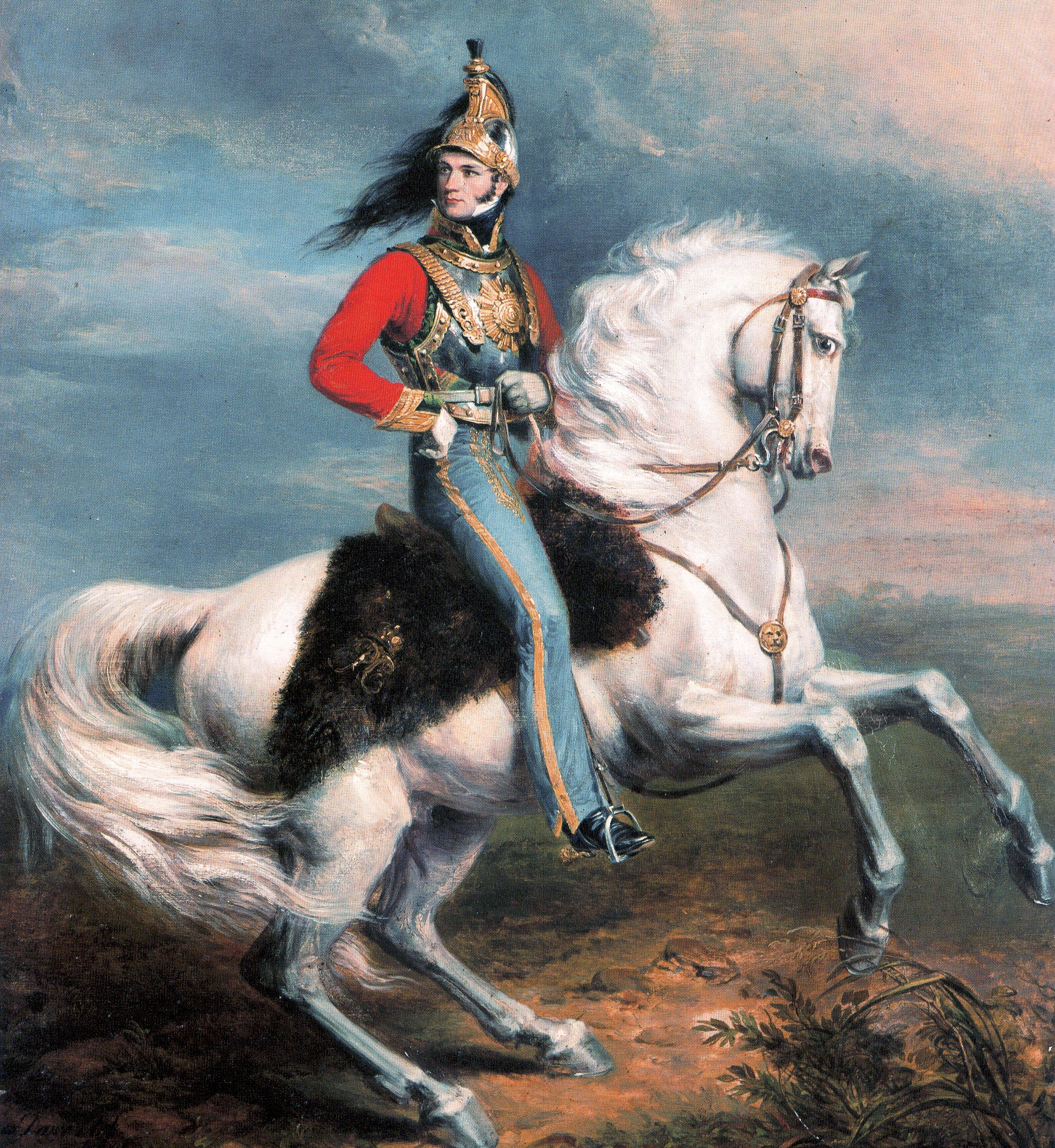
Retrato equestre de Leopoldo

No outono de 1810, Leopoldo foi incumbido por Ernesto de procurar auxílio financeiro para o Ducado de Saxe-Coburgo-Saalfeld, que carecia de soldados e fora gravemente afetado pela guerra e pela ocupação anterior. Leopoldo reuniu-se com Napoleão, que recusou ajudar o Ducado, mas ofereceu-lhe integrar o exército francês. Leopoldo recusou veementemente, assim como a imperatriz Josefina. Em maio de 1811, Leopoldo deslocou-se a Munique e, embora não tenha conseguido garantir financiamento, conseguiu persuadir Maximiliano I José da Baviera a devolver pequenos territórios que a Baviera havia anteriormente anexado ao Ducado. Leopoldo foi aplaudido pela mídia por essa conquista. Após a visita a Munique, Leopoldo viajou para Viena e, posteriormente, para várias cidades italianas durante o Inverno. Ele escreveu: "Os anos de 1810 e 1811 foram bastante calmos. Fiquei desapontado por me ver proibido de servir na Rússia por Napoleão, que responsabilizou meu irmão, porque sabia que, caso contrário, não teria conseguido me impedir". Em março de 1813, Leopoldo finalmente foi autorizado a retornar ao Exército Imperial Russo.
Durante 1813, Leopoldo foi um membro ativo do exército russo e participou na libertação dos estados alemães do domínio napoleónico. A 28 de fevereiro de 1813, após a assinatura do Tratado de Kalisch, Leopoldo disse ao imperador Alexandre I: "Fui o primeiro príncipe alemão que se juntou ao exército libertador". Leopoldo participou em vários conflitos contra as tropas francesas, incluindo as batalhas de Lützen, Bautzen e Leipzig. Trabalhou de perto com o seu cunhado, o grão-duque Constantino Pavlovich da Rússia, durante este período. A 26 de agosto de 1813, Leopoldo ajudou o duque Eugénio de Württemberg a escapar dos seus ocupantes. Três dias depois, Leopoldo esteve perto de ser capturado pelas forças francesas. Mais tarde, a 29 e 30 de agosto de 1813, Leopoldo combateu na Batalha de Kulm como comandante da sua divisão dos couraceiros. A batalha resultou numa derrota francesa, e Leopoldo foi condecorado pela sua participação com a Cruz de São Jorge, a Ordem de Santo André, a Ordem de Alexandre Nevsky, a Ordem de Santa Ana e a Cruz de Kulm. Além disso, foi promovido a major-general no exército russo.
Leopoldo e Constantino Pavlovich não conseguiram reunir-se com a irmã de Leopoldo, Juliana, em Berna em janeiro de 1814. Leopoldo entrou em França com o exército russo a 30 de janeiro. A 1 de fevereiro, participou na Batalha de Brienne, que resultou na ocupação de Troyes. Além disso, durante a Batalha de Arcis-sur-Aube, Leopoldo comandou o flanco direito do exército, com a França sendo derrotada com sucesso, antes de Paris ser marchada quatro dias depois. A 31 de março, Leopoldo também entrou em Paris, quando Napoleão caiu, ao que Leopoldo comentou: "Este é o grau em que a prudência humilhou este tirano, para o horror de todos aqueles que querem seguir o seu exemplo". Leopoldo e Ernesto representaram o Ducado de Saxe-Coburgo-Saalfeld no Congresso de Viena. O Reino da Prússia, com o qual Leopoldo e o exército imperial russo haviam combatido, opôs-se a quaisquer ganhos feitos pelo Ducado, que fora contra a anexação da Saxônia, um aliado da França. Durante o Congresso, Leopoldo teve audiência com o arquiduque João da Áustria e com o chanceler Klemens von Metternich. Quando Napoleão retornou do exílio em março de 1815, Leopoldo comandou uma brigada de cavalaria russa como tenente-general, aos 25 anos, nos arredores de França, quando Napoleão perdeu a Batalha de Waterloo.

## Casamento com Carlota de Gales

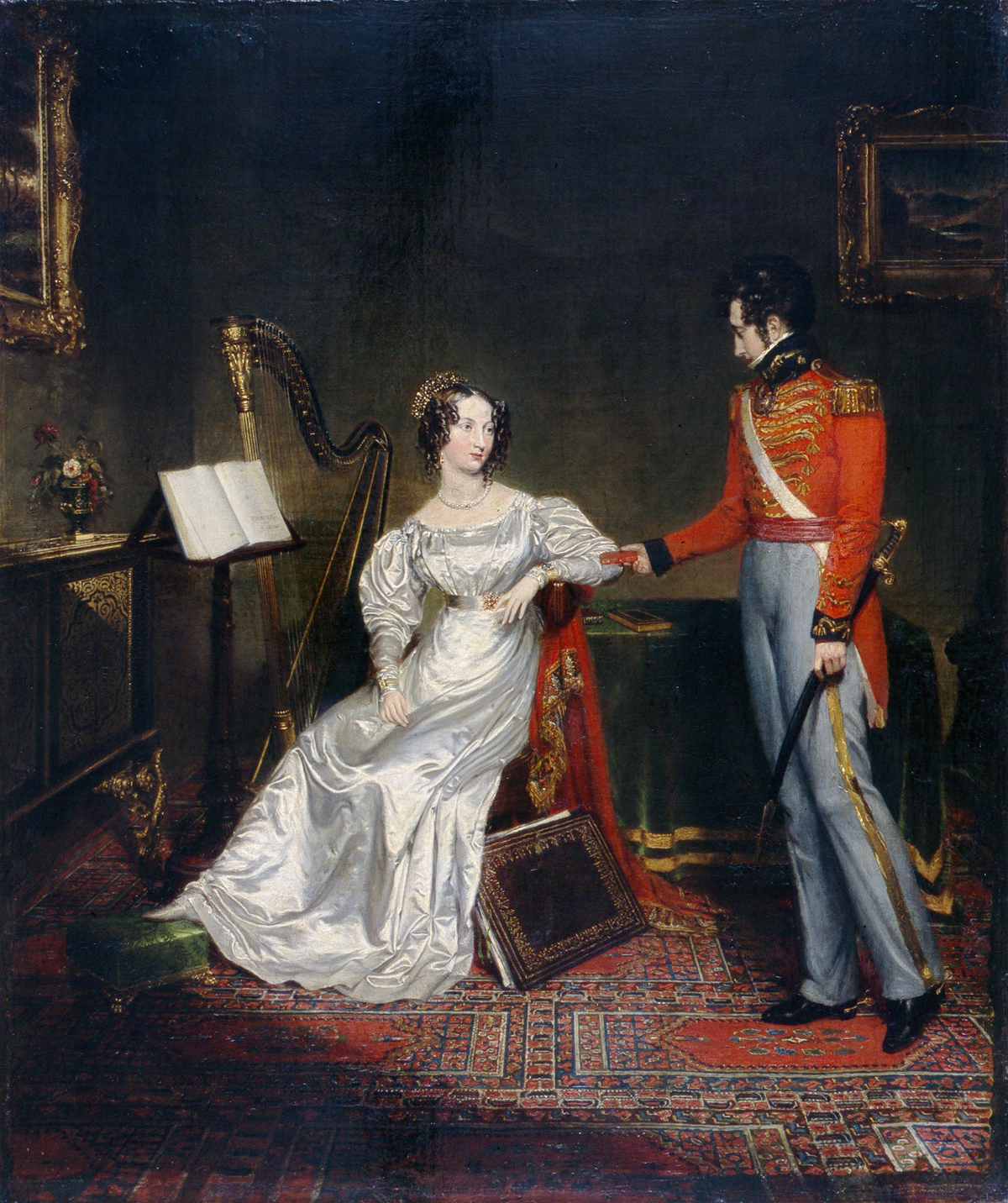
O noivado de Carlota e Leopoldo
Atribuído a George Clint, c. 1816

Na Primavera de 1814, Leopoldo acompanhou o imperador Alexandre I até Inglaterra, onde a princesa Carlota de Gales procurava um esposo. Carlota era a única filha legítima do príncipe Jorge, príncipe regente (mais tarde rei Jorge IV), e, portanto, segunda na linha de sucessão ao trono britânico. Jorge esperava que Carlota se casasse com Guilherme, príncipe de Orange, mas Carlota favorecia Leopoldo. O imperador Alexandre também se opunha ao casamento com Guilherme, pois acreditava que uma futura união pessoal entre a Grã-Bretanha e os Países Baixos tornaria a união uma superpotência marítima, dominando os mares. Leopoldo e Carlota perderam o contato por meses, e ela frequentemente escrevia-lhe pedindo que retornasse à Grã-Bretanha para pedi-la em casamento. Leopoldo obteve a cidadania britânica em março de 1816. Finalmente, o casal casou-se na Carlton House, em Londres, a 2 de maio de 1816. Embora o príncipe regente estivesse descontente, achou Leopoldo encantador e possuidor de todas as qualidades para fazer sua filha feliz, aprovando assim o casamento. No mesmo ano, Leopoldo recebeu uma comissão honorária ao posto de marechal de campo e foi nomeado cavaleiro da Ordem da Jarreteira. O regente também considerou tornar Leopoldo um duque real, mas o plano foi abandonado devido ao receio do governo de que isso o envolvesse na política partidária e fosse visto como uma despromoção para Carlota. O casal viveu inicialmente na Camelford House, na Park Lane, e depois na Marlborough House, na Pall Mall.

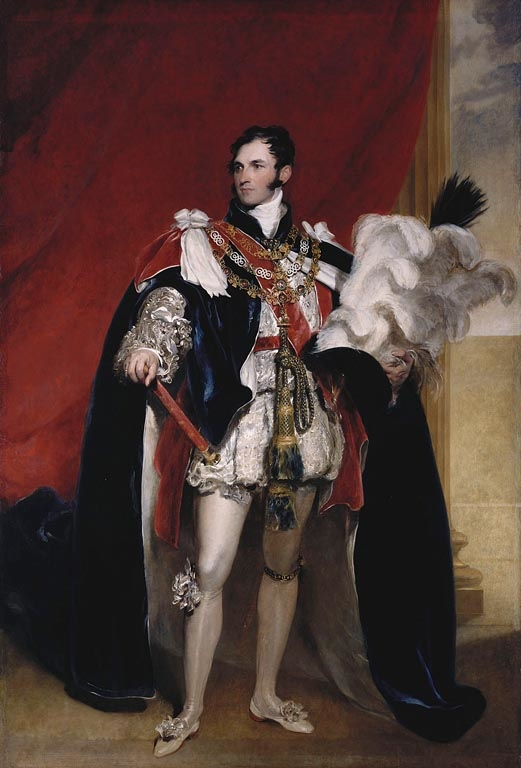
Leopoldo em trajes de Cavaleiro da Ordem da Jarreteira, Thomas Lawrence, c. 1821-1830. Na Royal Collection

Leopoldo e Carlota mudaram-se para a Claremont House em agosto de 1816. Quando Carlota sofreu um aborto espontâneo, Leopoldo ficou preocupado com a sua saúde. Quando Carlota engravidou novamente, foi aconselhada pelo obstetra Sir Richard Croft a reduzir drasticamente sua dieta; no entanto, o médico de Leopoldo, Christian Stockmar, discordou fortemente desse conselho. Carlota deu à luz um filho natimorto a 5 de novembro de 1817. Ela sofreu complicações e, logo após a meia-noite de 6 de novembro, também faleceu. Diz-se que Leopoldo ficou de coração partido com a morte de Carlota.
| “                                                       | Profundamente, fui feito para uma vida de intimidade familiar [...]. Queria estar sossegado e feliz com a minha ratinha [Carlota] e nada mais [...]. Carlota era uma mulher muito bonita e possuía, numa medida muito elevada, o que os ingleses chamam de expressão. | ” |
| — Carta de Leopoldo à sua irmã após a morte de Carlota. | |   |

Se Carlota tivesse sobrevivido, teria ascendido ao trono do Reino Unido após a morte de seu pai, e Leopoldo provavelmente teria assumido o papel de príncipe consorte, posteriormente ocupado por seu sobrinho Alberto de Saxe-Coburgo-Gota. Stockmar, que se tornou secretário particular de Leopoldo, aconselhou-o a permanecer na Grã-Bretanha em vez de retornar a Coburgo. Apesar da morte de Carlota, Jorge IV concedeu a Leopoldo o estilo britânico de Alteza Real por Decreto do Conselho de 6 de abril de 1818. No entanto, o público britânico se opôs à pensão anual de 50.000 libras esterlinas paga pelo governo britânico a Leopoldo, que já não era mais membro da família real britânica. De 1828 a 1829, Leopoldo manteve um relacionamento com a atriz Karoline Bauer, que possuía uma semelhança notável com Carlota. Karoline era prima de Stockmar. Ela veio para a Inglaterra com sua mãe e residiu na Longwood House, a poucos quilômetros da Claremont House. Porém, em meados de 1829, o relacionamento terminou, e a atriz e sua mãe retornaram a Berlim. Anos depois, em suas memórias publicadas postumamente, Caroline afirmou que ela e Leopoldo haviam contraído um casamento morganático e que ele lhe concedera o título de condessa Montgomery. Ela alegou que esse casamento teria sido rompido quando surgiu a possibilidade de Leopoldo se tornar rei da Grécia. O filho de Stockmar negou que esses eventos tenham ocorrido, e de fato, não foram encontrados registros de um casamento civil ou religioso com a atriz.

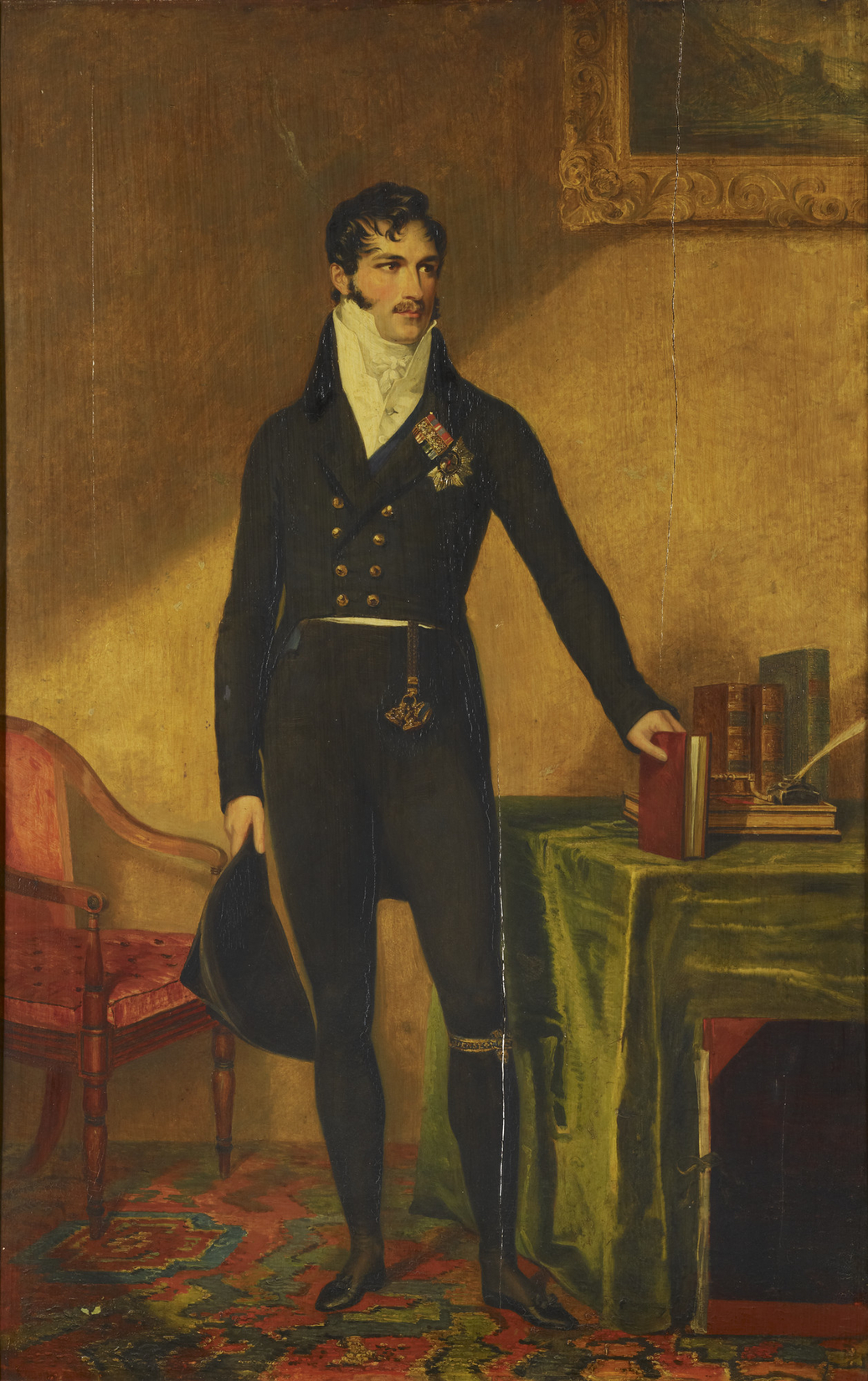
Retrato de Leopoldo, atribuído a George Dawe, c. 1816-1817. Na Royal Collection

Após a morte de Carlota, Leopoldo auxiliou membros de sua família a ascenderem a diversos tronos europeus. Ele incentivou sua irmã, a princesa Vitória de Saxe-Coburgo-Saalfeld, a casar-se com o irmão de Jorge IV, o príncipe Eduardo, duque de Kent e Strathearn, após a morte de seu primeiro marido, Emich Carlos, 2.º príncipe de Leiningen. Vitória e Eduardo foram os pais da futura Vitória, nascida em 1819, que perdeu o pai em 1820. Leopoldo permitiu que ela e sua mãe vivessem com ele na Claremont House e convenceu Jorge, que agora era monarca, a lhes conceder apartamentos no Palácio de Kensington. Leopoldo também apoiou a esposa de Jorge, Carolina de Brunsvique, em disputas matrimoniais e até a visitou durante a coroação de Jorge, o que gerou desdém por parte de Jorge. Apesar disso, Leopoldo permaneceu na Grã-Bretanha por mais quatorze anos após a morte de Carlota, embora viajasse regularmente pela Europa.
Em 1819, Leopoldo recebeu o Castelo de Niederfüllbach em Coburgo e começou a prepará-lo para ser sua residência principal. Seu irmão, Ernesto, casou-se com a princesa Luísa de Saxe-Gota-Altemburgo, que veio a herdar o Ducado de Saxe-Gota, embora Ernesto insistisse que ele governava sobre ele. A partir daí, o Ducado de Saxe-Coburgo-Saalfeld de Ernesto e o Ducado de Saxe-Gota de Luísa fundiram-se para formar o Ducado de Saxe-Coburgo-Gota. Antes do divórcio do casal em 1826, Ernesto e Luísa tiveram dois filhos: o futuro Ernesto II, duque de Saxe-Coburgo-Gota, e Alberto, que viria a casar-se com a rainha Vitória. Enquanto estava em Paris, Leopoldo foi incentivado a casar-se com Maria Carolina de Bourbon-Duas Sicílias, duquesa de Berry, a viúva nora de Carlos X de França. No entanto, Leopoldo recusou devido a divergências de opiniões e visões sobre assuntos relacionados à casa real francesa.

## Candidato ao trono da Grécia

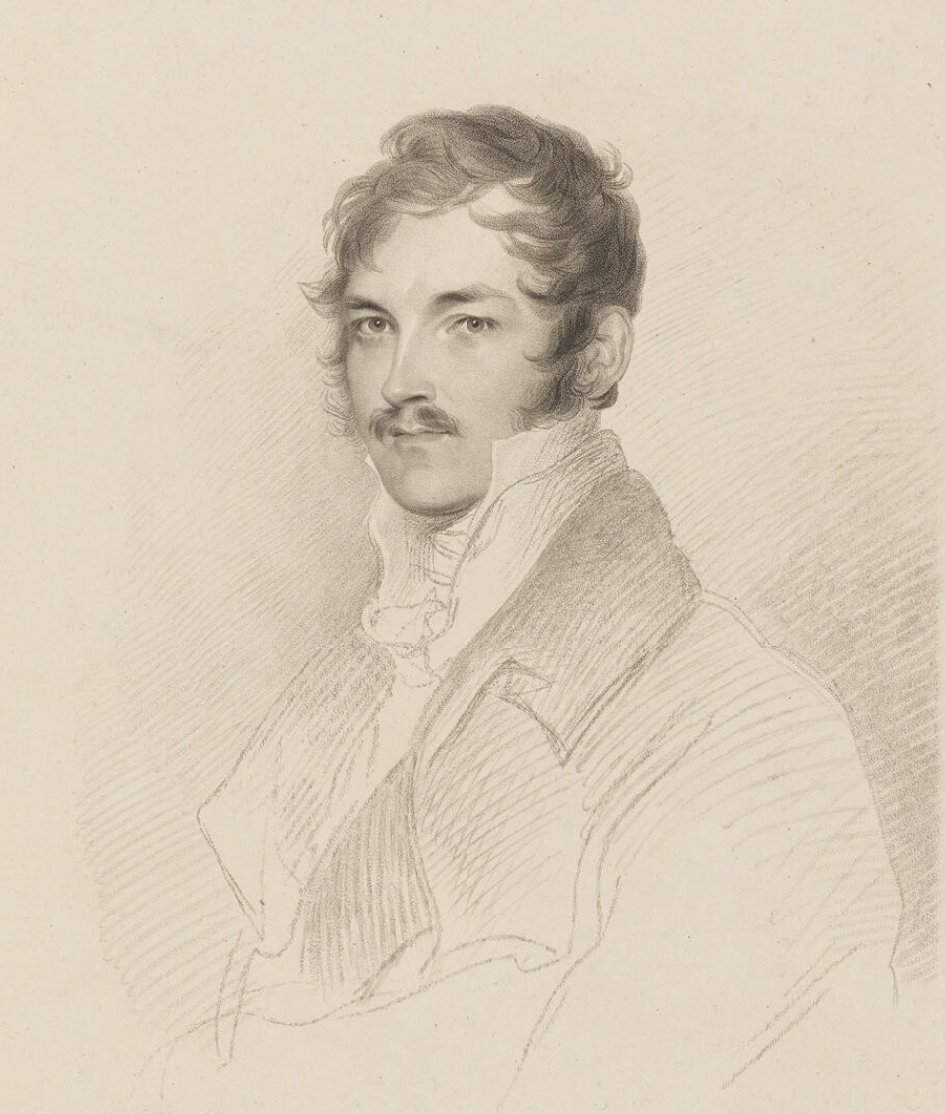
Retrato de Leopoldo, por Frederick Christian Lewis, 1820

Após a rebelião grega contra o Império Otomano, Leopoldo foi oferecido o trono de uma Grécia independente como parte do Protocolo de Londres de fevereiro de 1830, que estipulava que o novo monarca não poderia ser da Grã-Bretanha, França ou Rússia.
Embora residisse na Grã-Bretanha, Leopold não era considerado membro da família real britânica, pois não era da Casa de Hanôver. Ele era bastante popular na Europa por seu papel nas Guerras Napoleônicas e, segundo Defrance, frequentemente mencionado em círculos "anglófilos" gregos. Apesar da popularidade, Leopoldo frequentemente se encontrava em disputa com Jorge IV e o governo britânico, que apoiavam sua candidatura ao trono grego e subsequentemente exigiam que ele renunciasse a suas posses britânicas. Leopoldo eventualmente concordou e aceitou essa oferta do duque de Wellington, primeiro-ministro do Reino Unido, e seu gabinete. No entanto, Leopoldo ainda estava receoso em aceitar o trono grego e exigiu certas condições,  incluindo ter a fronteira greco-otomana alterada em favor da Grécia, alterando a fronteira que cruza o rio e o vale Aqueloo, recebendo ajuda financeira e militar enquanto o estado estava sendo estabelecido e tendo proteção da Grécia pelas Grandes Potências contra agressões estrangeiras. Ele argumentou que essa zona de proteção deveria ser estendida até Samos e Creta, cujas populações haviam sido ativas na Guerra de Independência Grega. Com as Grandes Potências principalmente satisfeitas, elas assinaram um novo protocolo internacional, dando oficialmente a Leopoldo, "genro de Jorge IV", o título de "Príncipe Soberano da Grécia". Poucos dias depois, em 28 de fevereiro de 1830, Leopoldo aceitou oficialmente a coroa grega.
Leopoldo entrou em contato com Ioannis Kapodistrias, o governador de facto do Estado Grego, a quem conhecia desde as Guerras Napoleônicas. Leopold pediu-lhe em suas cartas que fornecesse assistência em sua ascensão ao trono, no entanto, a resposta de Kapodistrias em 6 de abril não foi de natureza tranquilizadora. Kapodistrias insistiu que as mudanças de fronteira de Leopoldo não satisfaziam a Grécia, provocavam o Império Otomano e precisariam ser ratificadas pela legislatura. Kapodistrias também incentivou fortemente Leopoldo a se converter à Ortodoxia Grega, conforme os desejos do povo grego, mas Leopoldo ficou descontente com isso. Mais tarde naquele mês, o Senado grego redigiu um memorando endereçado a Leopoldo para recebê-lo e apresentar uma lista de solicitações do povo grego, incluindo a questão da fronteira, a inclusão de Samos, Creta e Psara na nova nação grega e a religião de Leopoldo. De Londres, Leopoldo trabalhou para alcançar essas solicitações e até conseguiu aumentar os empréstimos concedidos à Grécia de 12 milhões para 60 milhões de francos, no entanto, ele falhou em resolver a disputa de fronteira e anexar Creta do Império Otomano. Sentindo que a população grega era muito exigente e precária, Leopoldo recusou a oferta de se tornar rei da Grécia em 17 de maio de 1830. O papel seria posteriormente aceito por Oto de Wittelsbach em maio de 1832, que governou até ser deposto em outubro de 1862. Oto seria então substituído pela Casa de Glücksburgo, com o príncipe Guilherme da Dinamarca tornando-se Jorge I da Grécia.

## Rei dos Belgas

### Eleição

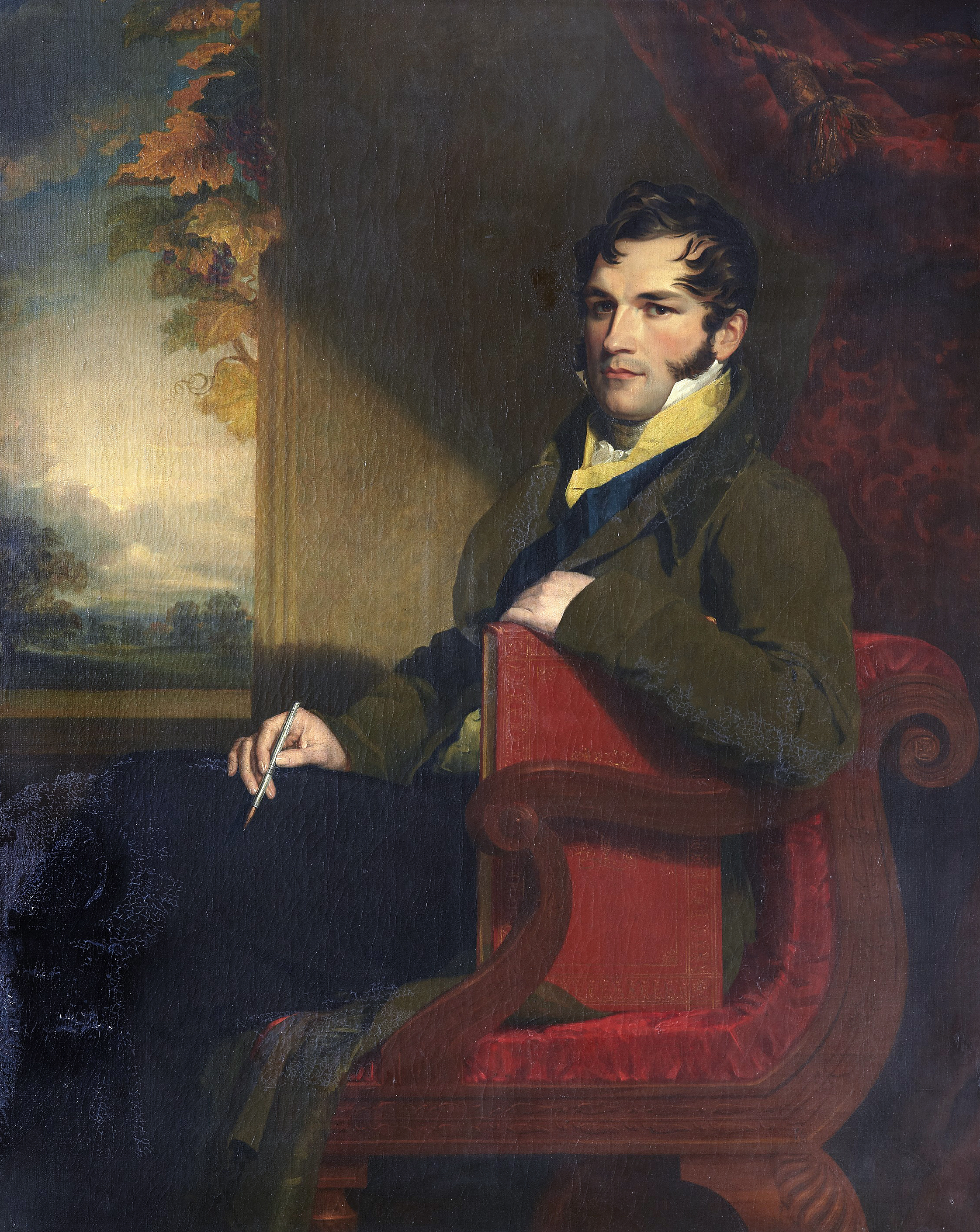
Leopoldo, sentado numa poltrona com um lápis na mão
Samuel William Reynolds

No final de agosto de 1830, insurgentes nas províncias do Sul dos Países Baixos Unidos (correspondentes à atual Bélgica) rebelaram-se contra o domínio neerlandês. A revolta, que teve início em Bruxelas, obrigou o exército neerlandês a recuar, e os rebeldes conseguiram resistir a um contra-ataque. As potências internacionais reunidas em Londres acordaram em apoiar a independência da Bélgica, apesar da recusa dos Países Baixos em reconhecer o novo Estado. Em novembro de 1830, foi estabelecido na Bélgica um Congresso Nacional com o intuito de redigir uma constituição para o novo país. Os receios de uma eventual "governação das massas", associados ao republicanismo emergente da Revolução Francesa de 1789, bem como o exemplo recente da Revolução Liberal de Julho em França, levaram o Congresso a decidir que a Bélgica seria uma monarquia constitucional popular. A escolha do candidato ao trono constituiu uma das questões mais controversas enfrentadas pelos revolucionários. O Congresso recusou-se a considerar qualquer membro da casa reinante neerlandesa de Orange-Nassau. Alguns orangelistas haviam acalentado a esperança de oferecer o trono a Guilherme I ou ao seu filho, Guilherme, Príncipe de Orange, o que teria estabelecido uma união pessoal entre a Bélgica e os Países Baixos, à semelhança do que sucedia com o Luxemburgo. As grandes potências temiam também que a eleição de um candidato oriundo de outro Estado pudesse desestabilizar o equilíbrio internacional de poderes, e por isso pressionaram no sentido da escolha de um candidato neutro.
Eventualmente, o Congresso conseguiu elaborar uma lista restrita de candidatos viáveis. As opções mais consideradas foram Augusto de Leuchtenberg, filho de Eugénio de Beauharnais, e Luís, Duque de Némours, filho de Luís Filipe I de França. Todos os candidatos eram de origem francesa, e a escolha reduzia-se essencialmente a uma decisão entre o bonapartismo de Beauharnais (ou Leuchtenberg) e o apoio à Monarquia de Julho liderada por Luís Filipe. Luís Filipe compreendia que a eleição de qualquer dos bonapartistas poderia constituir o primeiro passo para um golpe de Estado contra si próprio, mas também sabia que a designação do seu filho seria inaceitável para as demais potências europeias, desconfiadas das intenções expansionistas francesas. O Duque de Némours recusou, portanto, a proposta. Perante a ausência de uma solução definitiva, católicos e liberais uniram-se para eleger Erasme Louis Surlet de Chokier, um nobre menor belga, como regente, permitindo assim ganhar tempo para se chegar a uma decisão definitiva em fevereiro de 1831.
Devido à oposição anteriormente manifestada relativamente aos outros candidatos, o Congresso Belga propôs então Leopoldo, cuja candidatura fora inicialmente considerada mas rejeitada devido à oposição francesa. Os problemas causados pelas candidaturas de origem francesa e o aumento da pressão internacional no sentido de encontrar uma solução viável levaram à reavaliação da candidatura de Leopoldo. Este era já conhecido dos membros do Congresso devido ao seu passado militar, e foi enviada uma delegação de representantes belgas a Londres para o contactar. A 22 de abril, a delegação abordou oficialmente Leopoldo em Marlborough House para lhe oferecer a coroa belga. Antes de aceitar, Leopoldo analisou o Tratado dos Dezoito Artigos, o qual seria posteriormente assinado a 9 de julho de 1831, estabelecendo oficialmente a separação entre a Bélgica e os Países Baixos. O tratado previa também a possibilidade de a Bélgica readquirir o Luxemburgo. Apesar de todas estas disposições, Leopoldo permaneceu relutante em aceitar o trono belga.

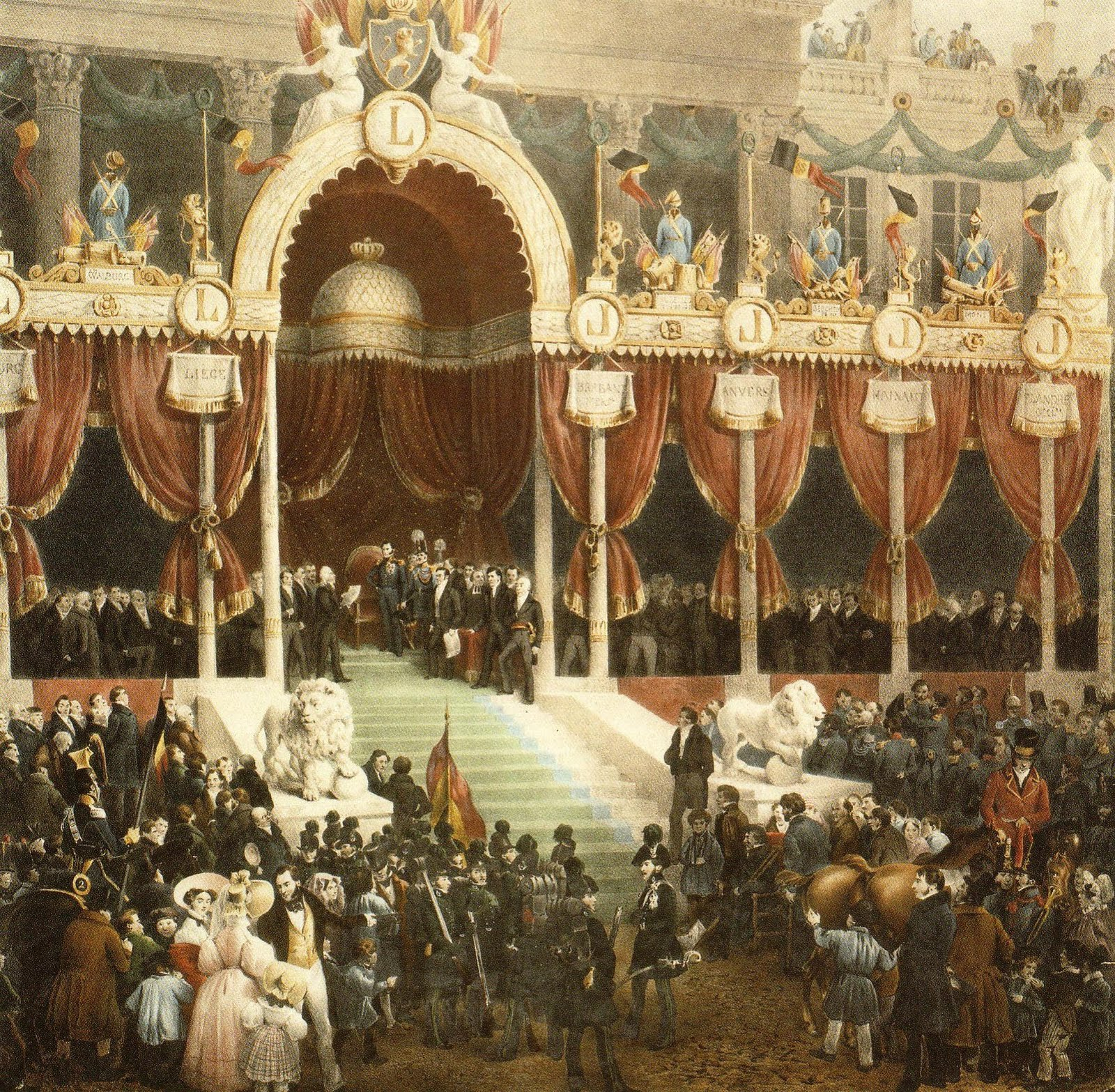
Leopoldo prestando juramento constitucional durante sua entronização em 1831

A 16 de julho de 1831, Leopoldo viajou de Dover para Calais a bordo do iate real Crusader, tendo decidido aceitar a coroa belga. No dia seguinte, deslocou-se de carruagem até Dunquerque e entrou na Bélgica através de De Panne. Durante o percurso até Bruxelas, que fez a cavalo, foi acolhido com entusiasmo patriótico ao longo do trajeto. A cerimónia de entronização teve lugar a 21 de julho, na Praça Real em Bruxelas. Fora erguida uma tribuna nos degraus da Igreja de São Tiago de Coudenberg, ladeada pelos nomes dos revolucionários tombados nos combates de 1830. Após a cerimónia de renúncia do regente interino, Leopoldo, envergando o uniforme de tenente-general belga, prestou juramento de fidelidade à constituição, sob a supervisão do congressista Jean-Baptiste Nothomb, tornando-se oficialmente rei. No seu discurso, Leopoldo declarou: "Vim para trabalhar pelo bem-estar deste país e para preservar, com a minha aceitação da coroa, a paz da Europa; tudo o que possa contribuir para estes dois fins, fá-lo-ei; qualquer coisa que os ultrapasse será prejudicial". A entronização de Leopoldo é geralmente considerada como o marco final da Revolução Belga e o início do Reino da Bélgica, sendo celebrada anualmente como feriado nacional belga.

### Primeiros anos
Embora a Constituição Belga à qual Leopoldo jurara fidelidade atribuísse ao monarca o comando do exército apenas a título honorífico, Leopoldo manifestou em várias ocasiões a sua disposição de assumir pessoalmente o comando das forças armadas no caso de a Bélgica ser atacada. A população belga acolheu amplamente esta atitude com aprovação, devido à reconhecida experiência militar de Leopoldo. Menos de duas semanas após a sua entronização, a 2 de agosto de 1831, os Países Baixos invadiram a Bélgica, dando início à chamada Campanha dos Dez Dias. Leopoldo solicitou de imediato ao primeiro-ministro belga, Joseph Lebeau, que contactasse os ministérios dos Negócios Estrangeiros em Londres e Paris, pedindo auxílio. Com esta ação, Leopoldo agiu em conformidade com a Constituição, a qual lhe vedava o direito de solicitar apoio a potências estrangeiras sem autorização prévia da legislatura — que, à data, ainda não tinha sido eleita. O pequeno exército belga foi rapidamente ultrapassado pelo avanço neerlandês e forçado a recuar, e Leopoldo assumiu então o comando de uma força reduzida encarregada da defesa dos arredores de Bruxelas. Face à gravidade da situação, Leopoldo voltou a apelar ao apoio da França. Os franceses comprometeram-se a intervir, e a chegada da sua Armée du Nord à Bélgica obrigou os neerlandeses a retirar. O Reino Unido recusou intervir. Eventualmente, os Países Baixos aceitaram uma mediação diplomática e recuaram para as fronteiras anteriores ao conflito. Embora confrontos esporádicos tenham persistido durante oito anos, em abril de 1839 foi assinado o Tratado de Londres, através do qual os Países Baixos reconheceram formalmente a independência da Bélgica.

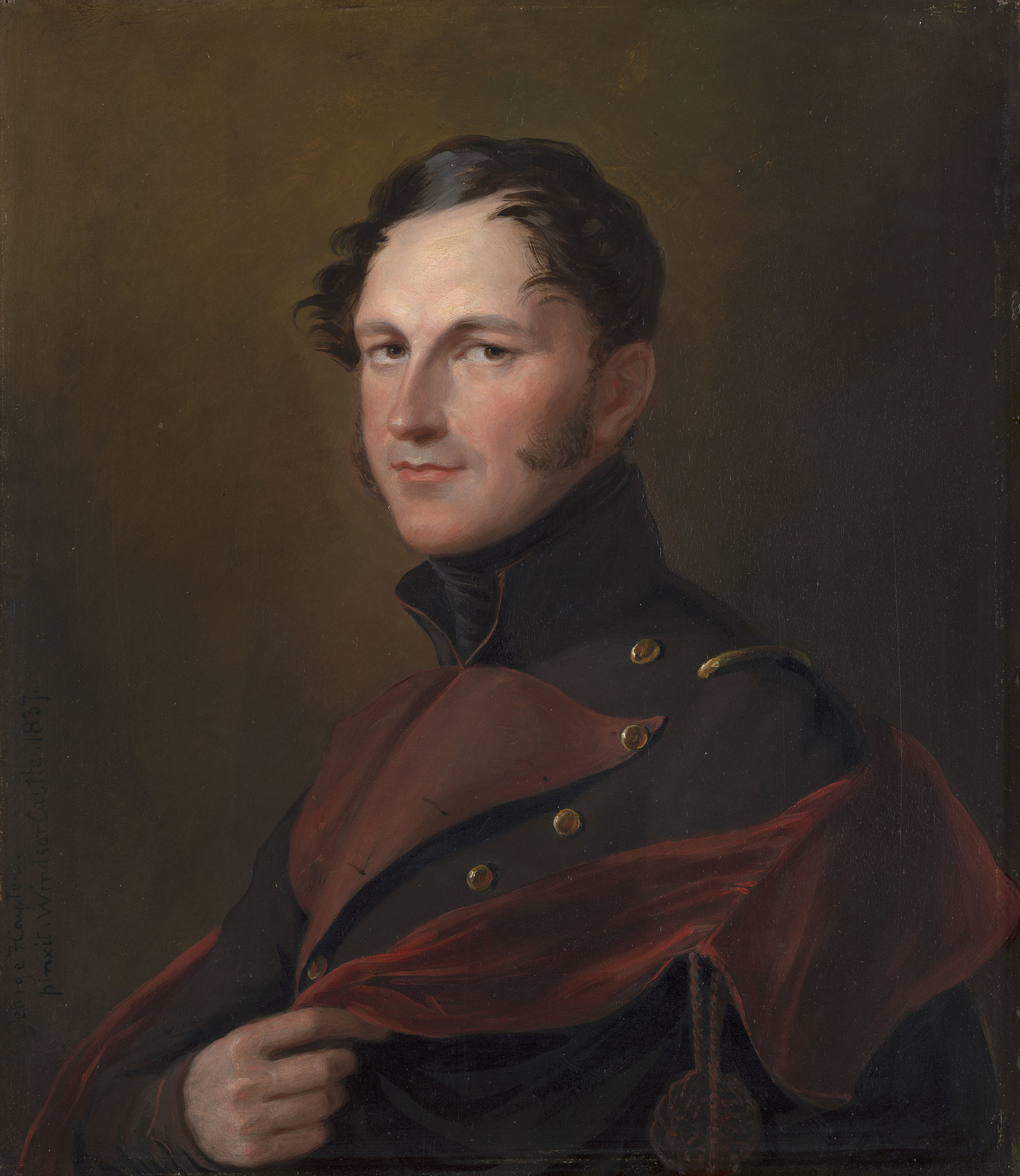
Leopoldo I, rei dos Belgas
George Hayter, 1837. Na Royal Collection

A atitude de Leopoldo durante a guerra granjeou-lhe tanto elogios como críticas por parte da imprensa belga. Por exemplo, um artigo publicado em L’Indépendance Belge afirmava: "O Rei dos Belgas [...] demonstrou rara compostura e intrepidez. Sempre nos locais mais perigosos, viu-se frequentemente obrigado a desempenhar simultaneamente as funções de generalíssimo e de segundo-tenente". Contudo, no dia seguinte, outro artigo criticava: "A aproximação das nossas tropas remediou tudo, mas o que é menos remediável é o falhanço que os belgas sofreram aos olhos da Europa". Após a guerra e as pesadas perdas sofridas pela Bélgica, Leopoldo procedeu à reorganização da defesa nacional, dissolvendo a Garde Civique e legislando o número de efectivos do exército para 80.000 homens. Quando os neerlandeses abandonaram a Bélgica, deixaram uma guarnição que bloqueou o rio Escalda à navegação belga, tornando o porto de Antuérpia praticamente inoperante. Os Países Baixos e, em particular, as suas colónias — que antes de 1830 haviam sido mercados lucrativos para os produtos manufaturados belgas — tornaram-se totalmente inacessíveis aos bens da Bélgica. O Exército Francês do Norte, que prestara um auxílio significativo à Bélgica durante a Campanha dos Dez Dias, derrotou o exército neerlandês no ano seguinte e levantou o cerco de Antuérpia a 15 de novembro de 1832. No entanto, os neerlandeses incendiaram grande parte da cidade antes da sua libertação, e os combates prosseguiram até à sua derrota final, em 23 de dezembro de 1832. O governo neerlandês continuou a recusar-se a reconhecer o Tratado dos Dezoito Artigos, e Guilherme I dos Países Baixos impôs, em maio de 1833, um embargo às costas neerlandesas. Delegações belgas, britânicas e neerlandesas reuniram-se posteriormente em Zonhoven para resolver a situação, mas Leopoldo saiu insatisfeito, pois não foram alcançados acordos definitivos.
Em abril de 1834, irromperam tumultos anti-orangistas em Bruxelas, que rapidamente se transformaram em manifestações de apoio a Leopoldo. Diversas antigas residências da família de Guilherme na Bélgica, bem como hotéis em Bruxelas, foram saqueadas. Leopoldo deslocou-se então a cavalo até à cidade e conseguiu dispersar os manifestantes através de um discurso. Embora os seus conselheiros tenham considerado que a ordem fora restaurada e sugerido a sua retirada, o Hotel de Trazegnies foi pouco depois igualmente saqueado, levando ao envio das forças militares. Mais de 115 pessoas foram detidas e sete ficaram feridas, o que levou a legislatura belga a aprovar uma lei que punia a propaganda pró-orangista.  Subsequentemente, Leopoldo assumiu o controlo do Ministério dos Negócios Estrangeiros para lidar com os conflitos diplomáticos com os Países Baixos, incluindo a questão das reivindicações belgas sobre o Limburgo neerlandês — reivindicações que não conseguiu fazer valer, comprometendo assim a possibilidade de construção de uma nova linha ferroviária através da região. Conseguiu, no entanto, reduzir a dívida do país para com os Países Baixos, de 8.400.000 para 5.400.000 florins. Os Países Baixos reconheceriam finalmente a independência da Bélgica com a assinatura do Tratado de Londres em 1839. A fronteira belgo-neerlandesa foi formalmente acordada a 8 de agosto de 1843, com o Tratado de Maastricht.
Leopoldo mostrou-se, em geral, insatisfeito com os poderes atribuídos ao monarca pela Constituição, e procurou ampliá-los sempre que esta apresentava ambiguidades ou omissões, embora evitasse, em regra, envolver-se nos assuntos quotidianos da política interna.

### Consolidação

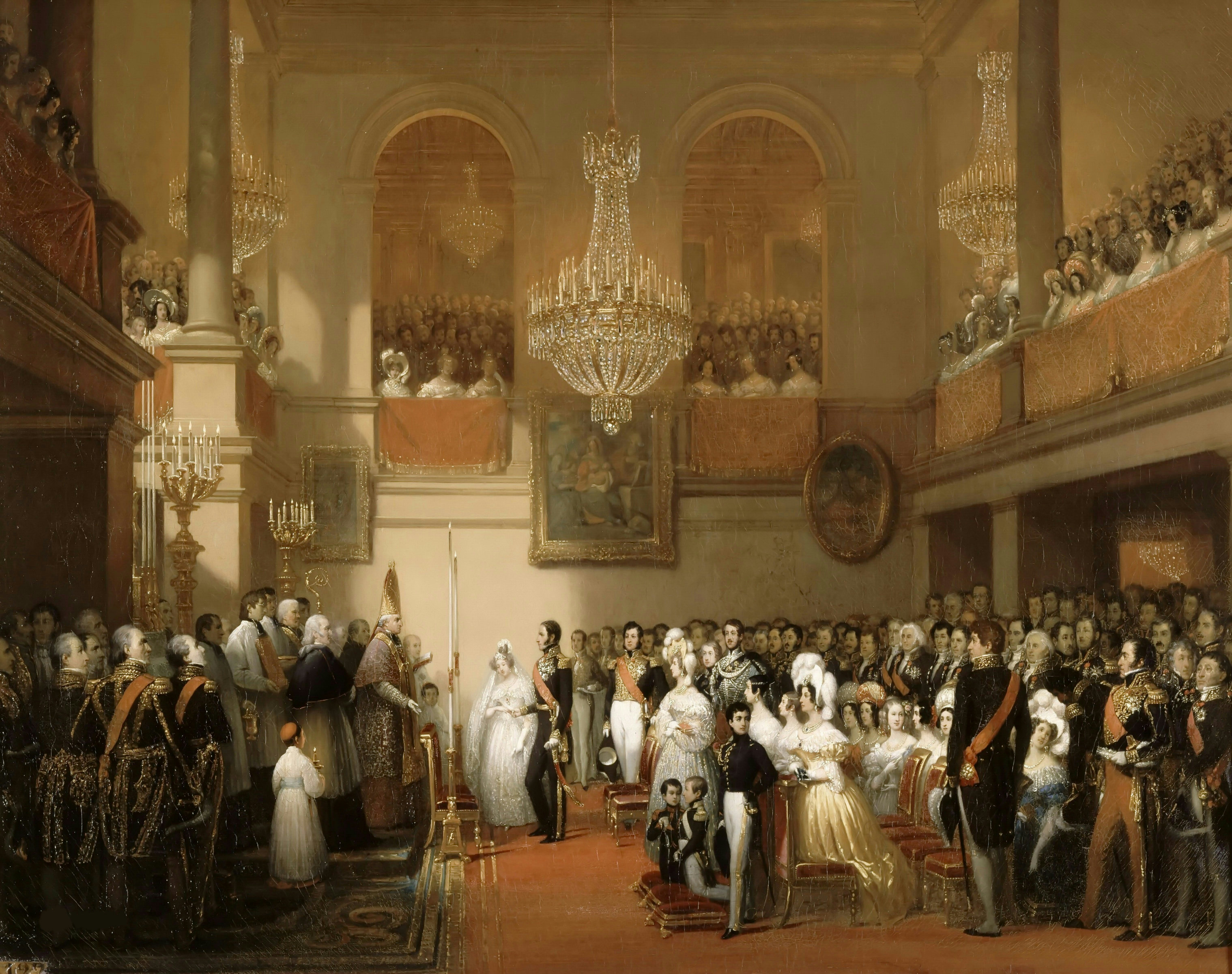
O casamento de Leopoldo I, rei dos Belgas, com a princesa Luísa Maria de Orleães
Joseph-Désiré Court, 1837

Embora Leopoldo fosse já monarca, devido à sua condição de viúvo, havia preocupações relativamente à questão da sucessão dinástica, uma vez que não possuía descendência. Com o intuito de fortalecer os laços com a França, Leopoldo ponderou casar-se com uma princesa francesa e dirigiu-se ao rei Luís Filipe I de França, que anuiu ao casamento da sua filha, Luísa Maria de Orleães, com o soberano belga. A cerimónia matrimonial teve lugar a 9 de agosto de 1832, no Castelo de Compiègne, e compreendeu um rito civil, uma cerimónia católica e uma bênção luterana. Apesar de o casamento ter sido arranjado, o casal encontrou felicidade um no outro. Pouco depois das núpcias, Leopoldo solicitou ao governo que Luísa Maria fosse nomeada regente durante as suas ausências, proposta que foi unanimemente rejeitada. O primeiro filho do casal, Luís Filipe, nasceu a 24 de julho de 1833, mas faleceu nove meses depois, a 16 de maio de 1834, vítima de uma inflamação das mucosas. Dois anos mais tarde, a 9 de abril de 1835, nasceu o segundo filho, Leopoldo. Seguiram-se mais dois filhos: Filipe, nascido a 24 de março de 1837, e Carlota, nascida a 7 de junho de 1840.

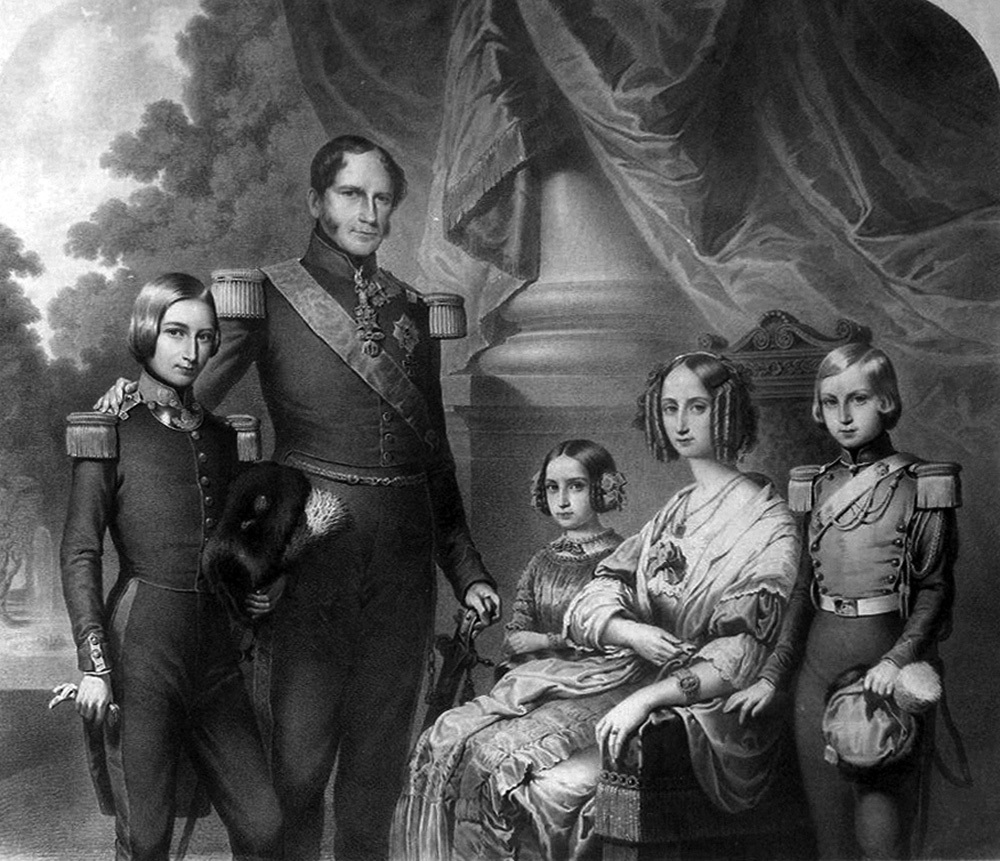
Desenho da família real belga, por Charles Baugniet, c. 1850. Da esquerda para a direita: Leopoldo, duque de Brabante, Leopoldo II, princesa Carlota, rainha Luísa Maria e príncipe Filipe, conde de Flandres

Das suas três residências reais, o Palácio Real de Antuérpia, o Palácio Real de Bruxelas e o Castelo Real de Laeken, Leopoldo escolheu este último, por lhe recordar a sua anterior residência britânica, Claremont House. No Castelo de Laeken, Leopoldo e Luísa Maria levavam uma vida geralmente tranquila e reservada, tendo Luísa Maria afirmado que "O Rei, o seu cão e eu" eram os únicos habitantes do local. Levantavam-se a meio da manhã, assistiam à missa e, de seguida, liam a correspondência, frequentemente proveniente de Paris. Luísa Maria mostrava-se particularmente entusiasmada com as cartas parisienses, muitas das quais provinham da sua família. Quando recebia políticos, funcionários ou membros da aristocracia belga, Leopoldo dedicava-se com frequência ao bilhar.
Embora os redatores da Constituição Belga tivessem como objetivo estabelecer uma monarquia constitucional, fazendo do monarca um árbitro neutro e imparcial, Leopoldo conseguiu assegurar para si poderes significativos, tais como a assunção de múltiplas pastas ministeriais e o controlo de diversos domínios diplomáticos, administrativos e militares. Entre 1831 e 1846, a cena política na Bélgica encontrava-se dividida entre os partidos Liberal e Católico, coexistindo com governos de união. O catolicismo era, desde sempre, a religião predominante no país; contudo, Leopoldo recusou-se constantemente a converter-se do luteranismo, sua fé de origem, e demonstrava preferência pelos Liberais. Com o intuito de apaziguar a opinião pública, procurou manter relações cordiais com a Santa Sé, embora o historiador Louis de Lichtervelde sugira que tal atitude visava, na verdade, tranquilizar e consolidar o seu próprio poder face à "única outra força [o catolicismo]" que gozava de maior popularidade do que ele. Leopoldo acreditava igualmente que a Igreja poderia funcionar como elemento de coesão nacional num país linguisticamente dividido.

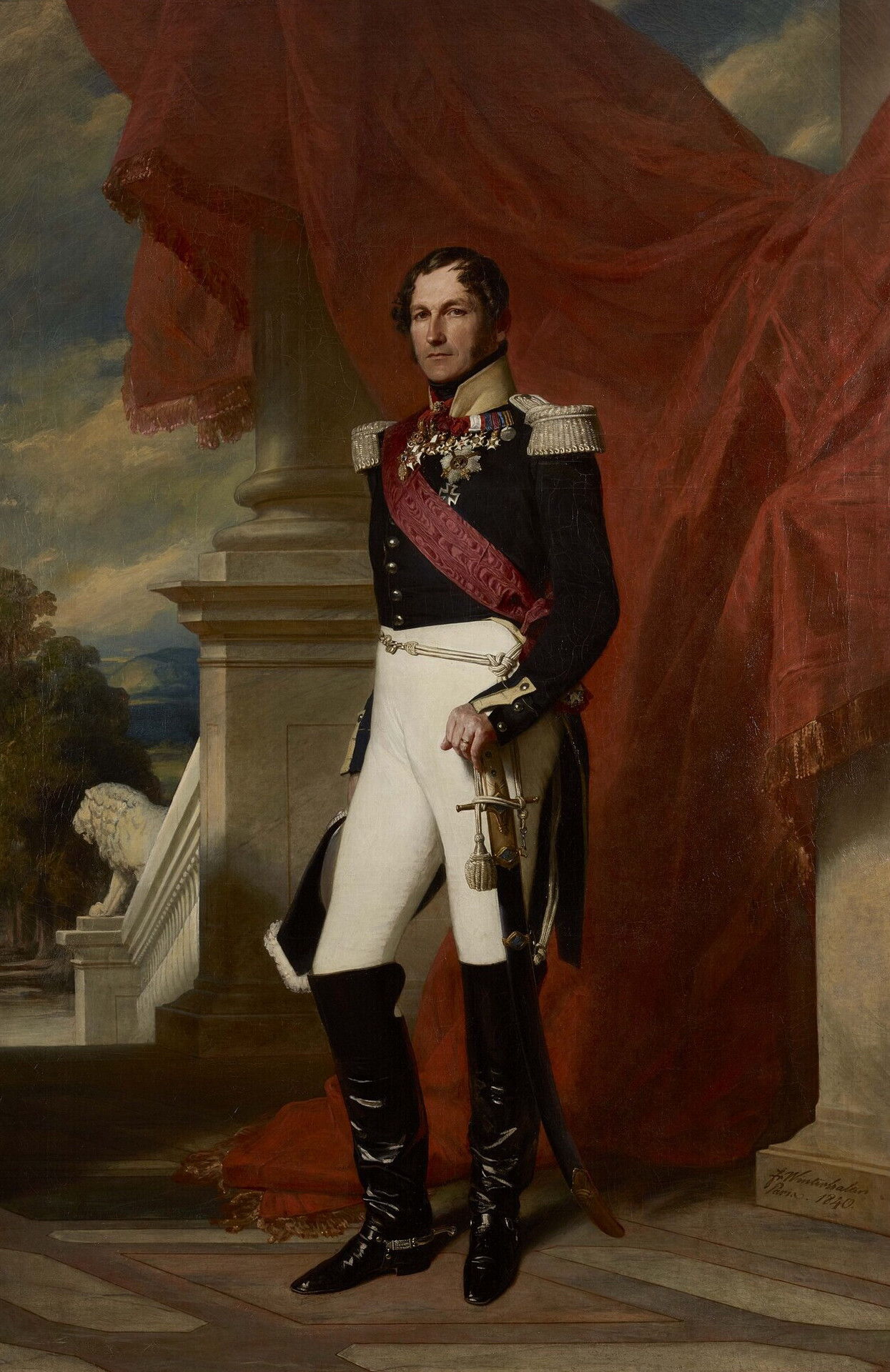
Leopoldo I, Rei dos Belgas
Franz Xaver Winterhalter, 1840

Os historiadores consideram que a queda do governo de Theux, em abril de 1840, foi motivo de receio para Leopoldo, por representar a primeira vez, na história moderna da Bélgica e durante o seu reinado, que um governo colapsava. Leopoldo opôs-se à formação de um governo por parte de Lebeau, uma vez que o seu partido havia votado contra Barthélémy de Theux de Meylandt, precipitando assim a queda do executivo. Em 1846, o Partido da Liberdade e do Progresso reuniu-se com o objectivo de reforçar a cooperação entre o executivo e o legislativo. Como resultado das novas leis aprovadas pelo governo de Charles Rogier, o papel do monarca foi reduzido, e os Liberais passaram a dominar a vida política, promovendo o livre comércio, as liberdades civis, os direitos individuais e a secularização. Durante a segunda metade do reinado de Leopoldo, os Liberais permaneceram no poder. Nas suas reuniões com o governo, Leopoldo deixou claro que considerava a nomeação e exoneração de ministros como prerrogativas suas, nos termos da Constituição, e exigia ser informado antecipadamente de todas as decisões governamentais, ministeriais e administrativas.
Ao longo do reinado de Leopoldo, a Bélgica registou progressos económicos e industriais, apesar das crises económicas que marcaram as primeiras décadas do seu governo. O período compreendido entre 1845 e 1849 foi particularmente difícil na Flandres, onde as colheitas falharam e cerca de um terço da população passou a depender da assistência aos pobres. Este intervalo de tempo é frequentemente descrito como os "piores anos da história flamenga". A situação económica levou igualmente a um aumento da migração interna para Bruxelas e para as zonas industriais da Valónia, fenómeno que persistiria durante todo o período. Apesar destas adversidades, Leopoldo trabalhou em estreita colaboração com o governo no desenvolvimento das infra-estruturas, conforme prometera no seu discurso de entronização: "Vários esforços serão dirigidos para a melhoria e expansão da agricultura, do comércio e da indústria; eles contribuem para a difusão da prosperidade entre as diversas classes de habitantes e para o reforço da harmonia". Em 1842, Leopoldo falhou na tentativa de aprovar legislação destinada a regulamentar o trabalho infantil e feminino. Pretendia proibir o seu emprego em certos sectores, como o das colheitas, onde acreditava que predominavam, mas o projecto de lei que propôs foi rejeitado, permitindo que os abusos no trabalho infantil persistissem. Por exemplo, em 1850, a indústria mineira empregava quase 3300 mulheres, 4400 rapazes e 1221 raparigas com menos de dezasseis anos em trabalhos subterrâneos. Na agricultura, observavam-se estatísticas semelhantes, com condições laborais severas e baixos salários. Uma investigação levada a cabo em 1853 e 1854 pelo jornalista Édouard Ducpétiaux revelou que o trabalhador belga médio necessitava de destinar 65,8% do seu salário a necessidades básicas. A questão dos baixos salários nunca foi reconhecida nem abordada por Leopoldo.

Efígie de Leopoldo em franco belga de 1835

A abertura da primeira linha ferroviária que ligava a Bélgica à Europa continental foi promovida por Leopoldo, que se revelou um defensor precoce do caminho-de-ferro. O primeiro troço ferroviário do país, entre o norte de Bruxelas e Mechelen, foi concluído em 1835, sendo uma das primeiras linhas de passageiros do continente. O desenvolvimento da rede ferroviária impulsionou o crescimento industrial, e num discurso proferido em 1847, Leopoldo declarou: "O transporte de mercadorias e as receitas ferroviárias continuam a aumentar a um ritmo notável. Estão a ser preparadas medidas para os incrementar ainda mais e para introduzir melhorias no funcionamento deste serviço tão importante". Diversos historiadores atribuem ao reinado de Leopoldo o desenvolvimento e a produção do ferro fundido, aço, carvão, cristais e da tecelagem de tecidos. Em 1835, Leopoldo inaugurou o Banco Nacional da Bélgica, consolidando assim a criação e circulação do franco belga, instituído em 1832. A sua efígie figurava nas moedas e nos selos postais, contribuindo para reforçar a legitimidade do seu reinado nos primeiros anos.

### Revolução de 1848

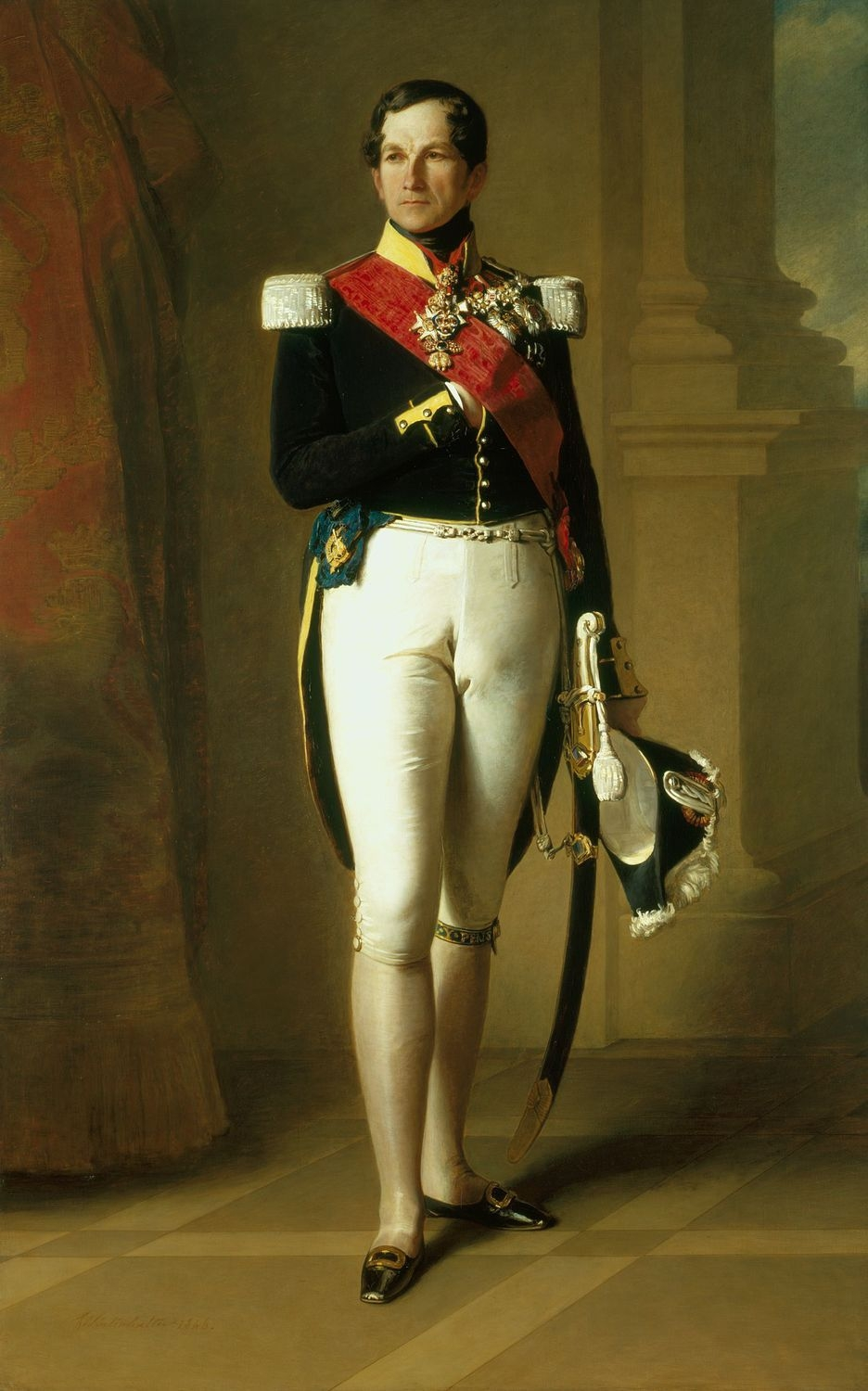
Leopoldo I, Rei dos Belgas
Franz Xaver Winterhalter, 1846. Na Royal Collection

Em 1848, a maior parte da Europa foi assolada por protestos. O êxito das reformas económicas implementadas anteriormente atenuou parcialmente os efeitos da recessão económica e fez com que a Bélgica não fosse tão gravemente afetada pelas Revoluções de 1848 quanto os seus vizinhos. Apesar disso, no início de 1848, surgiu um número significativo de publicações radicais. A mais séria ameaça revolucionária à estabilidade belga nesse ano veio de grupos de emigrados políticos. Pouco após a Revolução Francesa de 1848, trabalhadores belgas emigrados em Paris foram incitados a regressar ao seu país natal com o objetivo de derrubar a monarquia e instaurar uma república. Cerca de 6000 emigrados armados, pertencentes à chamada "Legião Belga", tentaram atravessar a fronteira belga. O primeiro grupo, que viajava de comboio, foi intercetado e rapidamente desarmado em Quiévrain, a 26 de março de 1848. O segundo grupo cruzou a fronteira a 29 de março, dirigindo-se para Bruxelas, mas foi confrontado por tropas belgas na aldeia de Risquons-Tout. Durante os combates, sete emigrados foram mortos e a maioria dos restantes capturada.
Com o intuito de aliviar a tensão social e política, o governo adoptou diversas medidas destinadas a liberalizar o país e a prevenir a propagação das ideias revolucionárias dos países vizinhos. Por exemplo, foi abolido o imposto de selo sobre os jornais, e indivíduos considerados potencialmente perturbadores da ordem pública, como Karl Marx, foram expulsos da Bélgica em Março. Num gesto dramático, Leopoldo chegou a oferecer a sua abdicação, caso essa fosse a vontade da maioria do povo. Historiadores como Jean Stengers e Éliane Gubin afirmam que foi a primeira vez na sua vida que Leopoldo lamentou não ter aceitado a oferta do trono da Grécia. A derrota dos revolucionários em Risquons-Tout pôs fim à ameaça insurrecional, e a situação começou a estabilizar-se no Verão, ajudada por uma boa colheita. Novas eleições viriam a reforçar ainda mais a maioria liberal no parlamento. No final de 1848, Leopoldo comentou sobre os acontecimentos: "Conheceis este país que, posso dizê-lo sem falsa modéstia, tem sido administrado de forma exemplar há quase dezoito anos. Soube comportar-se bem durante a crise, apesar da terrível vizinhança de Paris. [...] Depois desta prova de fogo, o país tornou-se muito sólido [...], ganhei a confiança da maioria dos governos europeus e também do povo; tenciono usá-la e empregá-la plenamente em benefício da Europa".

### Política externa

#### "Nestor da Europa"

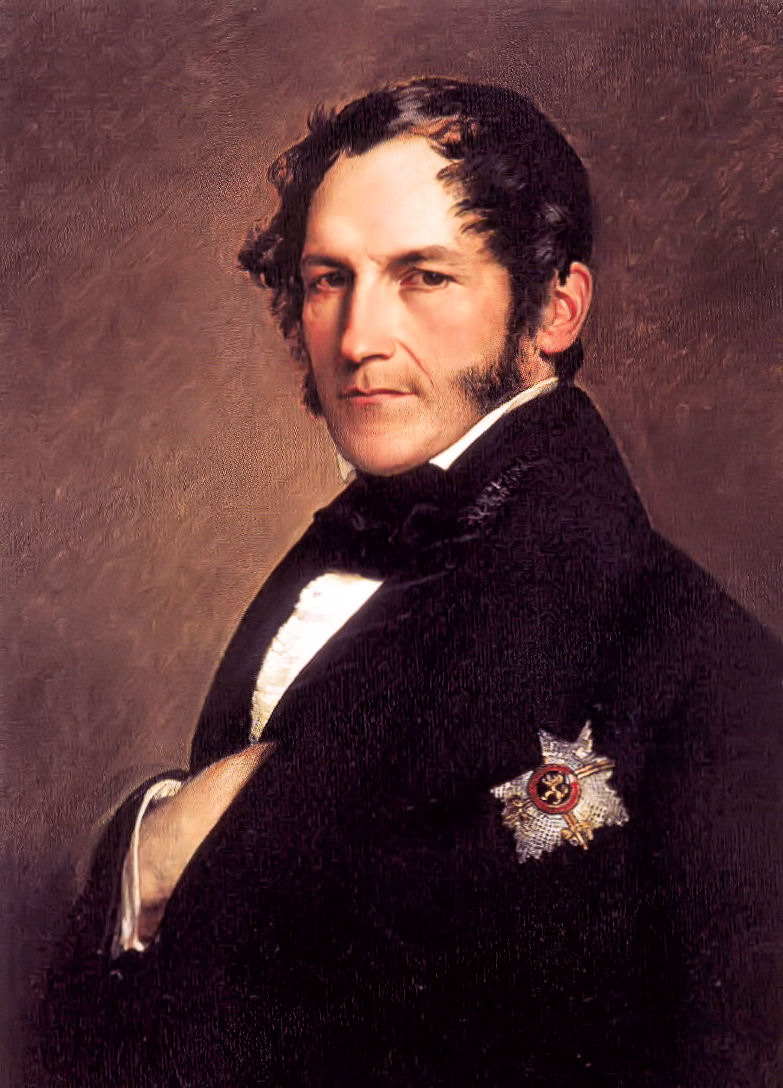
Rei Leopoldo I em terno preto
Franz Xaver Winterhalter, 1839

Pelo seu papel nos assuntos europeus, Leopoldo foi apelidado de "Nestor da Europa", em alusão ao sábio mediador da Ilíada de Homero. Esta designação deveu-se também à sua ligação com outros monarcas. Por exemplo, a sobrinha de Leopoldo era rainha da Grã-Bretanha, o seu sobrinho era príncipe consorte da Grã-Bretanha e outro sobrinho era duque de Saxe-Coburgo-Gota. Manteve uma correspondência estreita com os seus parentes soberanos, particularmente com a rainha Vitória. A intervenção de Leopoldo nos assuntos europeus visava proteger os interesses belgas, salvaguardar os interesses britânicos e fomentar a paz com o intuito de manter a ordem conservadora. Leopoldo não apenas manteve uma correspondência intensa com outros líderes, como também viajou com frequência, tanto em visitas informais como de Estado. Durante o seu reinado, e especialmente na década de 1840, um dos seus principais objectivos foi o de reparar as relações franco-britânicas, devido à chamada Questão do Oriente. Organizou um encontro entre o seu sogro, Luís Filipe I de França, e a sua sobrinha, a rainha Vitória, em 1843, no Castelo d'Eu, marcando a primeira vez em treze anos que a Casa de Orleães recebeu um monarca estrangeiro. No ano seguinte, Luís Filipe visitou Vitória na Grã-Bretanha, tendo Leopoldo e a rainha Luísa Maria organizado o seu itinerário. Além disso, com a ascensão da Prússia a leste da Bélgica, Leopoldo procurou manter laços amistosos com os Estados alemães. Em Agosto de 1843, acompanhado por membros da família real britânica, Leopoldo deslocou-se a Brühl e hospedou-se no Castelo de Stolzenfels com o monarca prussiano e quarenta membros de outras casas reais germânicas. Notavelmente, o imperador da Rússia, Nicolau I, apesar de ter sido convidado, não compareceu. Em 1844, segundo Jules Van Praet, foram estabelecidas relações diplomáticas entre a Rússia e a Bélgica.
A ascensão da Prússia como potência dominante no mundo germânico prosseguiu ao longo das décadas do reinado de Leopoldo. A nova Confederação Germânica passou a ter como órgão legislativo o Parlamento de Frankfurt, o primeiro parlamento pan-germânico com representantes de cada Estado alemão, incluindo os territórios de língua alemã do Império Austríaco. O nome de Leopoldo foi sugerido como potencial candidato à liderança federal da Confederação, que incluiria a dignidade imperial alemã. Naturalmente, discutiu-se então a entrada da Bélgica na Confederação Germânica. Leopoldo opôs-se a ambas as propostas, pois contrariam o estatuto de neutralidade da Bélgica e diminuiriam a independência do país. A Confederação Germânica viria, contudo, a ser dissolvida pouco tempo depois, embora a unificação alemã se concretizasse apenas após a morte de Leopoldo.
Quando Luís Filipe foi deposto durante a Revolução Francesa de 1848, Leopoldo manteve-se neutro e foi um dos primeiros chefes de Estado a reconhecer a Segunda República Francesa. Embora tal gesto tenha agradado ao novo governo francês, surpreendeu outras nações europeias que admiravam a neutralidade belga, imposta pelo Artigo VII do Tratado de Londres (1839). Enquanto a maioria dos historiadores descreve Leopoldo como fiel a essa neutralidade, outros discordam, como o historiador belga Jan Anckaer, que interpreta os esforços diplomáticos de Leopoldo durante a Segunda Guerra Egípcio-Otomana, em 1840, e a produção de armamento para a Rússia durante a Guerra da Crimeia, como quebras desse princípio. Após o fim da Monarquia de Julho, foi instaurado o Segundo Império Francês, o que preocupou o governo belga. Imediatamente após o golpe de Estado francês de 1851, Leopoldo enviou o primeiro-ministro Henri de Brouckère a Paris para se encontrar com o novo imperador, Napoleão III, a fim de assegurar relações cordiais. Leopoldo via o novo regime francês como uma ameaça e começou a restringir o número de refugiados políticos franceses, para manter boas relações com Napoleão, com quem se encontrou em Calais, em 1854. No ano seguinte, Leopoldo enviou o seu filho primogénito a Paris como chefe da delegação oficial belga numa exposição.
Além disso, apesar de alguns conflitos iniciais no começo do seu reinado, Leopoldo desejava restabelecer relações com os Países Baixos. Em outubro de 1859, Leopoldo enviou o seu filho mais novo a Haia numa visita de Estado, durante a qual este se encontrou com a família real neerlandesa. Em 18 de Outubro de 1861, em Liège, Leopoldo recebeu Guilherme III dos Países Baixos, que regressava via Bélgica após uma reunião com Napoleão III. Na véspera do encontro entre os monarcas belga e neerlandês, Leopoldo escreveu a Vitória: "Será muito bem recebido, e a sua atitude é justamente apreciada aqui. Ser recebido no país onde se foi príncipe herdeiro é um pouco doloroso e sente-se um certo embaraço". A reunião foi bem-sucedida.

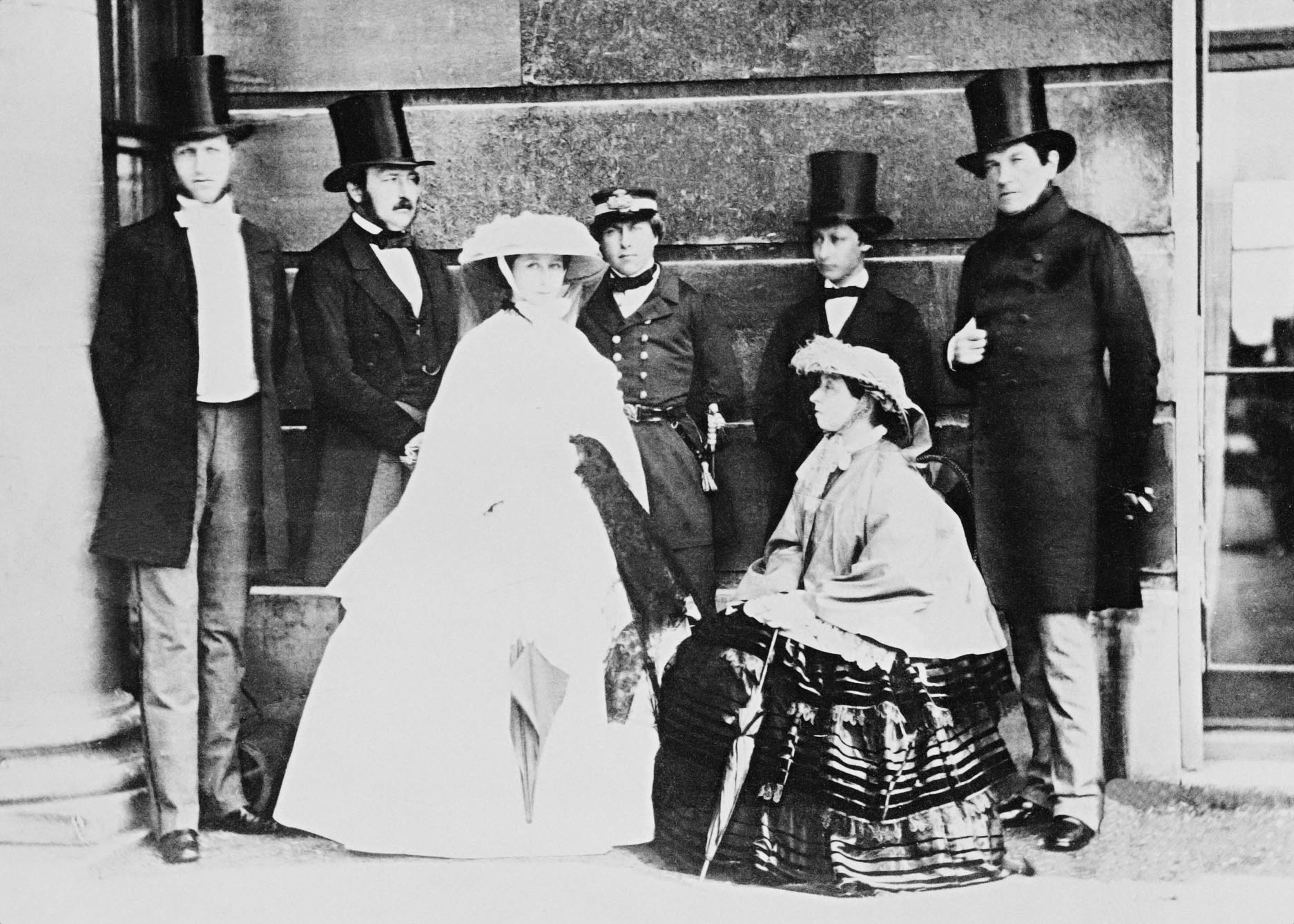
Leopoldo na companhia de seus parentes Coburgos na Inglaterra em 1859. Da esquerda para a direita: Filipe, conde de Flandres, príncipe Alberto de Saxe-Coburgo-Gota, princesa Alice do Reino Unido, Luís, duque do Porto (o futuro rei Luís I de Portugal), rainha Vitória do Reino Unido, Alberto Eduardo, príncipe de Gales (o futuro rei Eduardo VII do Reino Unido e Leopoldo

Enquanto membro da Casa de Saxe-Coburgo-Gota, Leopoldo desejava ardentemente ver crescer a influência da sua família por toda a Europa. Utilizou de forma hábil as suas ligações familiares e alianças matrimoniais para proteger a Bélgica das ambições francesas e da ameaça de anexação por parte de Napoleão III. Leopoldo apoiou o casamento do seu sobrinho, Fernando, com a rainha Maria II de Portugal em 1836. Portugal mantinha uma aliança de longa data com a Grã-Bretanha e, com o seu sobrinho agora no trono português jure uxoris, Leopoldo esperava que isso aproximasse ainda mais a Bélgica do Reino Unido. Em 1840, o seu sobrinho Alberto casou com a sua prima direita e sobrinha de Leopoldo, a rainha Vitória, reforçando assim os laços anglo-belgas. Em 1843, o seu sobrinho, o príncipe Augusto de Saxe-Coburgo-Koháry, casou com a irmã da esposa de Leopoldo, a princesa Clementina de Orleães, unindo mais uma vez as duas casas reais. Embora Leopoldo tenha influenciado todos estes casamentos reais, nem sempre foi bem-sucedido. Em 1846, o irmão de Augusto, o príncipe Leopoldo de Saxe-Coburgo-Koháry, não conseguiu concretizar o casamento com Isabel II de Espanha.
Leopoldo regozijou-se ao ver o seu filho primogénito e a sua filha casarem-se com membros da Casa de Habsburgo-Lorena, dinastia que servira como imperadores da Áustria e, anteriormente, do Sacro Império Romano-Germânico. Em 1853, o seu filho mais velho casou com Maria Henriqueta da Áustria, prima direita do imperador Francisco José I. Quatro anos mais tarde, Leopoldo incentivou o casamento da sua filha, Carlota, com o arquiduque Maximiliano da Áustria, que viria posteriormente a ser nomeado imperador do México. Adicionalmente, o seu sobrinho-neto, Eduardo, príncipe de Gales (futuro Eduardo VII), casou em 1862 com Alexandra da Dinamarca, sob os auspícios de Leopoldo. A mãe de Eduardo, a rainha Vitória, prosseguiu o legado de Leopoldo no que toca à celebração de casamentos dinásticos, ganhando a alcunha de "avó da Europa". Contudo, o papel de Leopoldo na diplomacia belga foi diminuindo em favor do governo nos últimos anos do seu reinado. Em 1859, não conseguiu convencer o seu gabinete a enviar uma brigada belga em apoio às forças navais anglo-francesas na China e, em 1863, teve um papel reduzido nas negociações relativas à aquisição do direito de passagem no rio Escalda.

#### Tentativas de colonização pela Bélgica

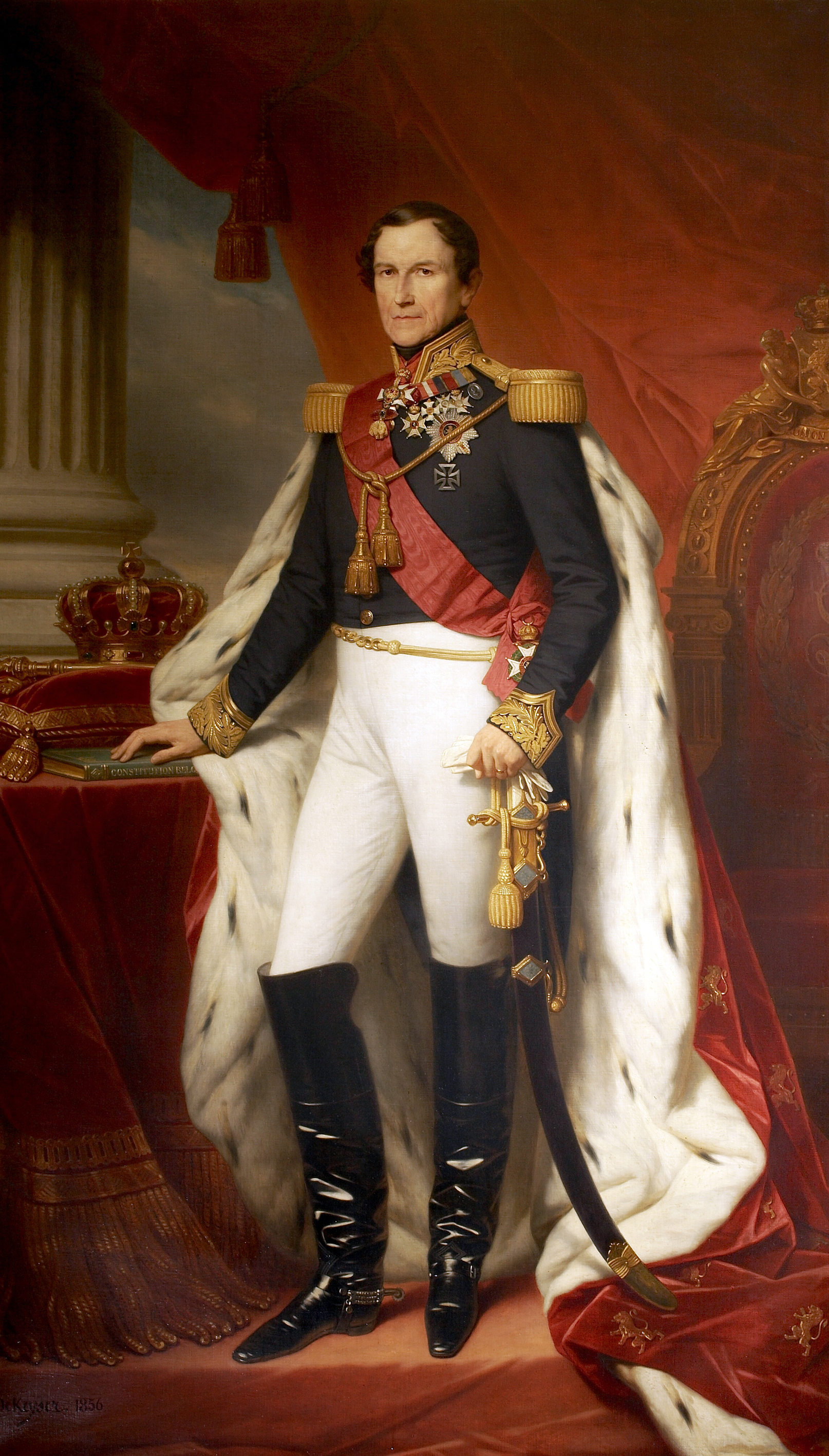
Retrato de Leopoldo I
Nicaise de Keyser, 1856

Quando Leopoldo prestou juramento de fidelidade à Constituição, a Bélgica não possuía quaisquer territórios coloniais, nem podia reivindicar colónias neerlandesas. No entanto, a Bélgica procurava desenvolver a sua indústria e comércio, reconhecendo que tal exigiria o estabelecimento de relações comerciais com países extra-europeus. Leopoldo acreditava também que a aquisição de uma colónia resolveria o problema do aumento das taxas de pobreza, decorrente da rápida industrialização e das carências alimentares subsequentes à guerra com os Países Baixos. Na tentativa de estabelecer colónias, Leopoldo envolveu-se pessoalmente em diversos projectos de planeamento, que financiou do seu próprio bolso, mas que foram todos abandonados pelo governo. Propôs a aquisição da Ilha dos Pinheiros, de Tortuga e de outros territórios nas Antilhas. A Suécia chegou a oferecer à Bélgica a ilha de São Bartolomeu, mas a França antecipou-se e concretizou a aquisição. Outros projectos coloniais de Leopoldo que falharam incluíram a tentativa de aquisição das Ilhas Faroé, o estabelecimento de um protectorado belga na Nova Zelândia, a criação de um posto comercial belga na Abissínia, a obtenção das Ilhas Nicobar por sugestão de uma companhia de navegação inglesa, e a fundação de um consórcio nas Filipinas que pagaria à Espanha um juro de 5%.

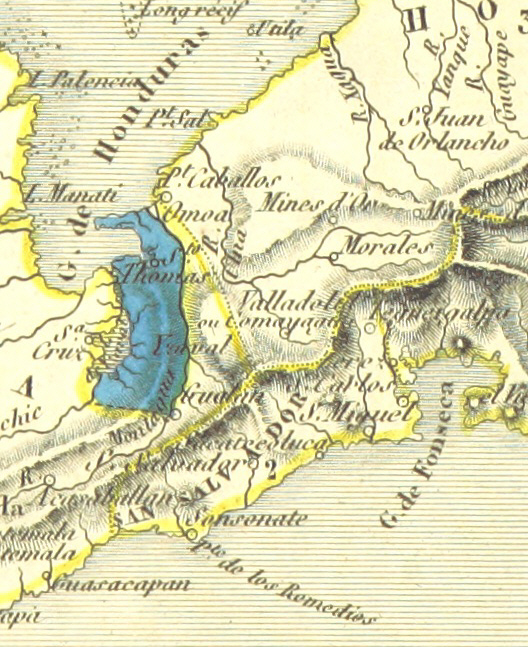
A colônia belga da Guatemala em Santo Tomás de Castilla (1844)

A Companhia Belga de Colonização foi fundada em 18 de setembro de 1841, com financiamento de Leopoldo. Os seus objectivos eram "criar estabelecimentos agrícolas, industriais e comerciais em diferentes Estados da América Central e noutros locais" e "estabelecer relações comerciais entre esses países e a Bélgica". A companhia adquiriu 404.666 hectares de terra em Santo Tomás de Castilla, actualmente na Guatemala, concedidos pelo ditador guatemalteco Rafael Carrera. Uma comissão de exploração foi enviada a 9 de novembro de 1841 para finalizar a aquisição, contudo os delegados belgas começaram a abandonar o território devido às condições insalubres, embora Leopoldo insistisse na continuação do projecto. Até 1847, a Bélgica enviou navios cheios de colonos, prisioneiros comutados e operários para o território, prometendo um futuro mais promissor, mas o projecto fracassou devido às condições adversas e à elevada taxa de mortalidade. Em 1855, a Guatemala retirou-se do acordo.
Mais tarde, em 1859, o Reino Unido e a França enviaram forças expedicionárias à China, com destino a Pequim. Sob a liderança do filho primogénito de Leopoldo, também chamado Leopoldo, que manifestava interesse no Extremo Oriente, a Bélgica procurou envolver-se enviando voluntários, com o objectivo de beneficiar economicamente e reforçar os laços com o Reino Unido e com a França. Napoleão III foi contactado pelo monarca belga, tendo ambos concordado com a participação belga, embora o governo belga tenha declarado que se retiraria caso ocorresse conflito. Em 1860, Leopoldo enviou o seu filho mais novo, Filipe, ao Brasil, com o intuito de este contrair matrimónio com uma das filhas do imperador Pedro II. Pedro ofereceu subsequentemente a Filipe vários territórios destinados ao assentamento de migrantes europeus. Leopoldo mostrava-se ansioso pelo êxito da união, pois permitiria o estabelecimento de um ramo da sua família na América do Sul. No entanto, Filipe mostrou-se desiludido e abandonou o projecto. No final do reinado de Leopoldo, a Bélgica continuava sem possuir colónias, embora o seu filho viesse posteriormente a adquirir o Congo como sua propriedade privada, antes de este ser transferido para a soberania belga.

#### Papel na Questão Christie
O rei Leopoldo I, mesmo sendo tio materno da rainha Vitória do Reino Unido, deu parecer favorável ao Império do Brasil, durante a Questão Christie (1862-1865). No final da crise, a rainha Vitória chegara até a mandar um formal pedido de desculpas ao soberano dos brasileiros.

### Jubileu de Prata

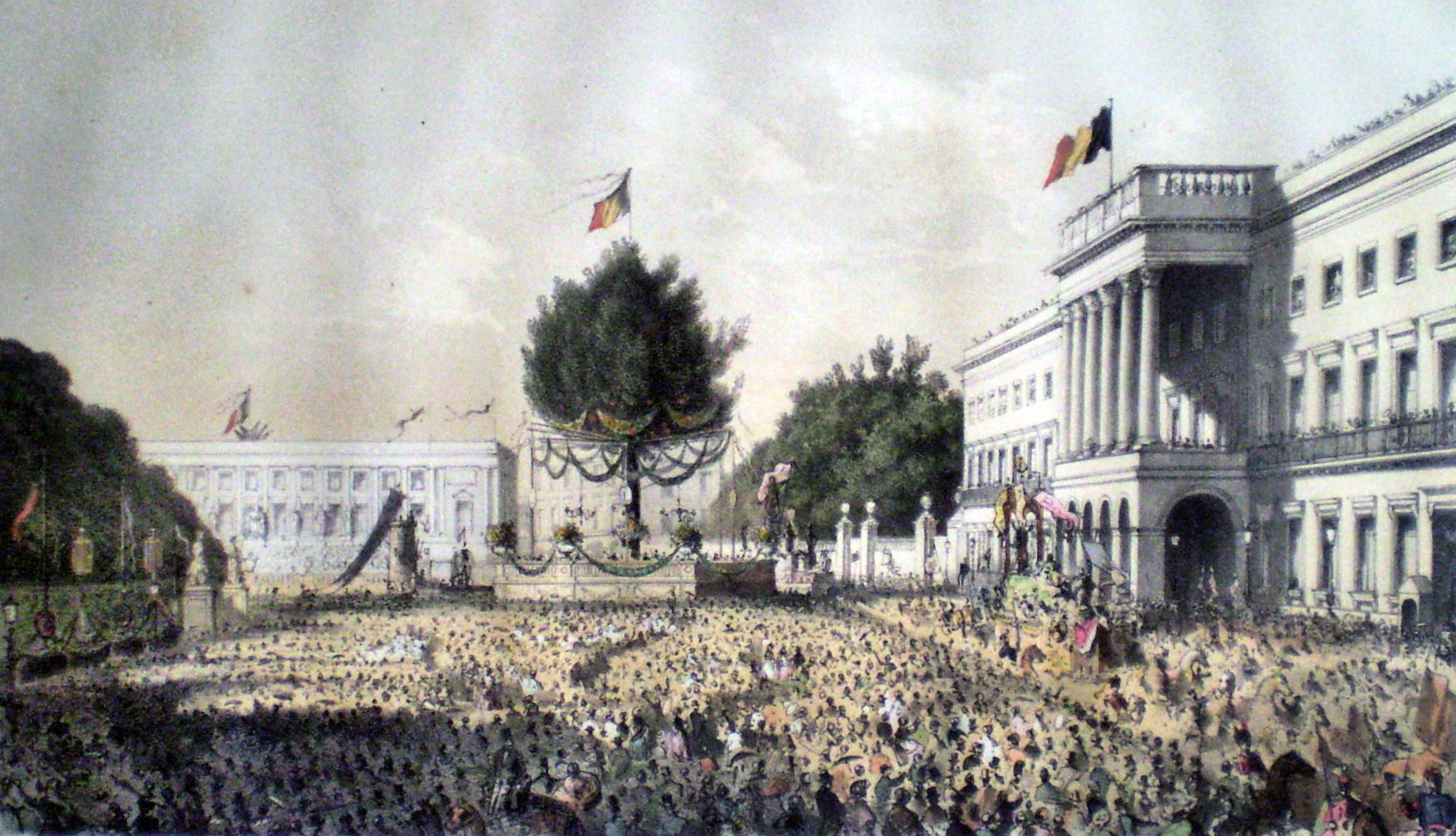
Decoração na Praça dos Palácios em ocasião do Jubileu de Prata de Leopoldo (22 de julho de 1856)

No Verão de 1856, Leopoldo celebrou o seu Jubileu de Prata, assinalando os 25 anos do seu reinado e da inauguração do primeiro rei dos Belgas. A 21 de julho de 1856, Leopoldo percorreu a cavalo o mesmo trajecto que realizara aquando da sua chegada à Bélgica, passando por Laeken até ao Palácio Real de Bruxelas. Os seus dois filhos acompanharam-no, e o monarca assistiu a um Te Deum de acção de graças celebrado em sua honra. Apesar de Leopoldo se ter tornado progressivamente mais reservado ao longo do seu reinado, mostrou-se encantado com o jubileu e realizou numerosas aparições públicas. Nos meses seguintes à efeméride, Leopoldo e os seus filhos visitaram cada província do país, permanecendo nas respectivas capitais e participando em cortejos, bailes, banquetes, cerimónias religiosas e visitas a fábricas. Stockmar, então aposentado em Coburgo, registou no seu diário o seu espanto perante o uso da língua neerlandesa durante a digressão.
No ano seguinte, a Bélgica enfrentou uma crise política quando o primeiro-ministro católico Pierre de Decker apresentou ao Parlamento uma nova proposta de lei que considerava ser um instrumento de união entre católicos e liberais. A proposta foi debatida ao longo de 27 sessões parlamentares, sendo considerada controversa pela oposição. Protestos populares contra a medida eclodiram rapidamente nas capitais provinciais, e manifestantes cercaram o Palácio da Nação. A 28 de maio, Leopoldo ordenou a mobilização de tropas para conter os protestos e declarou com veemência: "Montarei a cavalo, se necessário for, para proteger a representação nacional; não permitirei que a maioria seja ultrajada; esmagarei esses patifes". Com a continuação dos motins, Leopoldo sugeriu a separação dos artigos da proposta de lei, mas De Decker repudiou a sugestão e acabou por abandoná-la completamente. Leopoldo enviou-lhe uma carta, publicada no Moniteur, na qual criticou o governo e afirmou: "Não fui eu quem os abandonou em 1857, foram eles que me abandonaram. Estava pronto para montar a cavalo, não teria recuado. Deixaram-me perante o desordem; reduziram-me à capitulação face ao desordem e ninguém pode compreender a profundidade de tal humilhação".

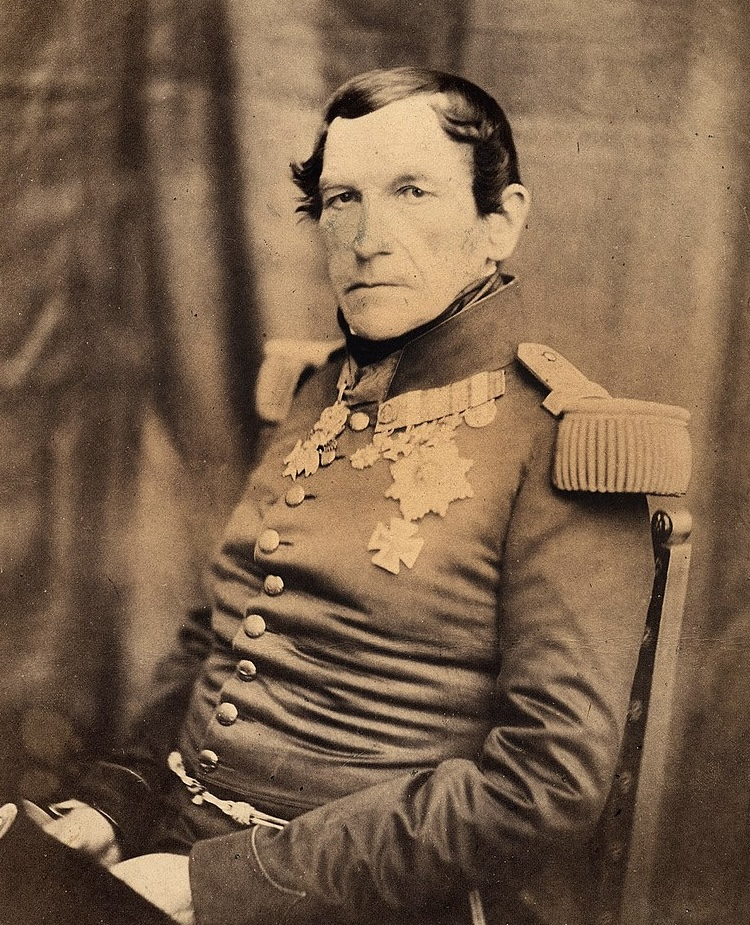
Fotografia de Leopoldo, c. 1860–65

A 9 de novembro de 1857, após a demissão de De Decker e a queda do governo, Charles Rogier regressou ao poder e formou um governo liberal, que perdurou por dez anos e sobreviveu ao próprio Leopoldo. Rogier acumulou o cargo de Ministro do Interior, tendo os parlamentares Walthère Frère-Orban e Victor Tesch assumido outras pastas ministeriais. Este novo executivo actuou em conformidade com a Constituição, mas adoptou uma postura anticlerical em resposta aos protestos populares. Em 1861, o governo introduziu nova legislação relativa a bolsas de estudo, que retirava financiamento aos cemitérios católicos como forma de punição pelo tratamento anterior dado aos cemitérios ateus. Leopoldo opôs-se firmemente a estas medidas anti-religiosas do gabinete de Rogier, mas manteve-se imparcial, em conformidade com o seu papel constitucional de figura neutral, embora tenha ameaçado intervir caso se tornasse evidente que tais medidas não representavam a vontade da maioria. No entanto, após 1857, a principal preocupação de Leopoldo passou a ser a defesa nacional, e acolheu com agrado a escolha de Antuérpia como local para o desenvolvimento da futura Reduta Nacional.
Em 1859, foi erigida uma estátua de Leopoldo no topo da Coluna do Congresso, em comemoração do seu Jubileu de Prata. A 12 de junho, Leopoldo rejubilou com o nascimento do seu primeiro neto, o príncipe Leopoldo. Em 1860, apesar de doente e com a saúde em declínio, Leopoldo voltou a visitar todas as capitais provinciais. Ao regressar a Bruxelas, em setembro de 1860, decidiu deixar de presidir ao Conselho de Ministros e reduziu substancialmente as suas restantes funções oficiais, em virtude da sua idade avançada. A partir de então, toda a correspondência dirigida ao soberano passou a ser lida e respondida por Van Praet, em vez de pelo próprio Leopoldo.

#### Declínio da saúde
Até aos 70 anos de idade, Leopoldo manteve-se relativamente saudável. No entanto, em 1861, enfrentou vários acontecimentos que o afetaram profundamente. A sua irmã, a princesa Vitória, faleceu em março, e o seu sobrinho-neto, Pedro V de Portugal, com apenas 24 anos, morreu de febre tifóide em novembro, poucas semanas antes da morte do seu irmão, João, duque de Beja. Adicionalmente, o seu sobrinho Alberto faleceu em dezembro. Leopoldo assistiu ao funeral deste último para prestar apoio à sua sobrinha, a rainha Vitória. Durante esse período, sofreu de cálculos renais, tendo sido submetido a uma litotrícia em março seguinte, e a vários outros procedimentos semelhantes nos meses posteriores. Apesar dos problemas de saúde, Leopoldo ainda conseguia dedicar-se a actividades de lazer, como a caça. Contudo, sofreu um acidente vascular cerebral no início de 1865. A sua saúde deteriorou-se progressivamente ao longo do resto do ano.

## Morte e funeral

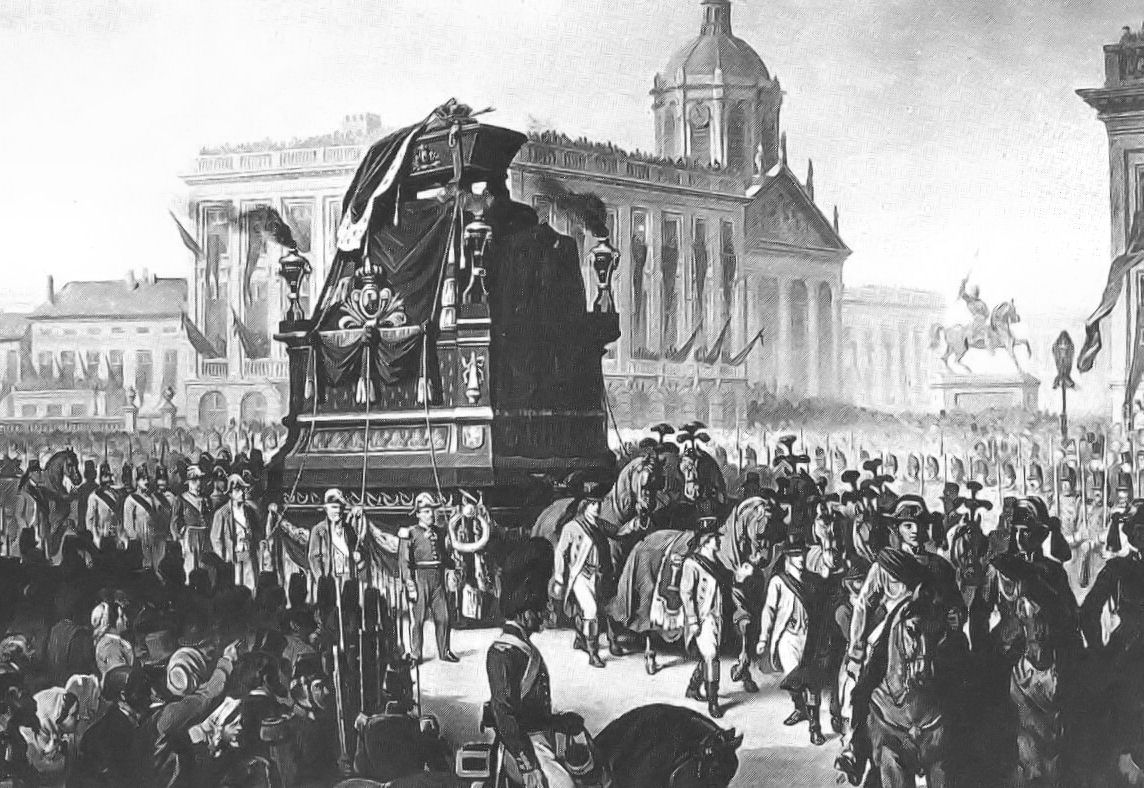
Cortejo fúnebre de Leopoldo em Bruxelas em 16 de dezembro de 1865

A 23 de novembro de 1865, Leopoldo foi urgentemente transportado do Castelo Real das Ardenas para Laeken devido a problemas de saúde. Assinou vários decretos reais para ocultar o agravamento do seu estado, que, no entanto, foi divulgado ao público pelo Moniteur a 2 de dezembro. Confinado ao leito, Leopoldo mandou chamar um pianista para lhe tocar a abertura de Tannhäuser, tendo sido diagnosticado com disenteria e enfrentando dificuldades de mobilidade. A 9 de dezembro, esperava-se a sua morte iminente, mas sobreviveu à noite. Foi visitado pela sua nora, Maria Henriqueta da Áustria, que se ajoelhou ao seu lado e trocou palavras com ele. Convenceu-o a permitir a visita dos restantes membros da família, o que foi prontamente feito, acompanhados do seu capelão pessoal, o pastor Frederick William Becker. Na presença de todos, Leopoldo declarou: "Perdoa-me, meu Deus, perdoa-me". Segurando a mão da sua nora, Leopoldo faleceu a 10 de Dezembro de 1865, às 11:45 da manhã, com 74 anos de idade. Foi sucedido pelo seu filho, Leopoldo II, então com 30 anos.
O funeral de Estado de Leopoldo teve lugar a 16 de dezembro de 1865. Foi inicialmente sepultado junto à rainha Luísa Maria na Capela de Santa Bárbara, da Igreja de Nossa Senhora de Laeken. A 20 de abril de 1876, os restos mortais do casal foram trasladados para a Cripta Real da mesma igreja. Mais de 500.000 pessoas assistiram ao cortejo fúnebre de Leopoldo nesse dia 16 de dezembro de 1865. Estiveram presentes numerosos membros da realeza europeia, incluindo a família real belga, o príncipe Augusto de Saxe-Coburgo-Koháry; Alberto Eduardo, príncipe de Gales (o futuro rei Eduardo VII do Reino Unido); Artur, duque de Connaught e Strathearn; Jorge, duque de Cambridge; o rei Luís I de Portugal; o arquiduque José Carlos da Áustria; Luís III, Grão-Duque de Hesse e Reno; o príncipe Leopoldo de Hohenzollern-Sigmaringen; Luís, duque de Némours; Henrique, duque de Aumale; Francisco, príncipe de Joinville; o príncipe Nicolau Guilherme de Nassau; Frederico, príncipe herdeiro da Prússia (o futuro imperador Frederico III da Alemanha); o príncipe Adalberto da Prússia; Frederico I, grão-duque de Baden; o príncipe Jorge da Saxónia (o futuro rei Jorge I da Saxónia); e o rei Carlos I de Württemberg. Diplomatas da França, Rússia e do Império Otomano também marcaram presença. Devido à fé protestante de Leopoldo, foi rapidamente construída uma versão protestante da Igreja de Nossa Senhora de Laeken, situada em frente à Capela de Santa Bárbara, para a realização do funeral. O caixão de Leopoldo foi colocado num esquife de ébano guarnecido a ouro, selado por Tesch, então Ministro da Justiça.

## Legado

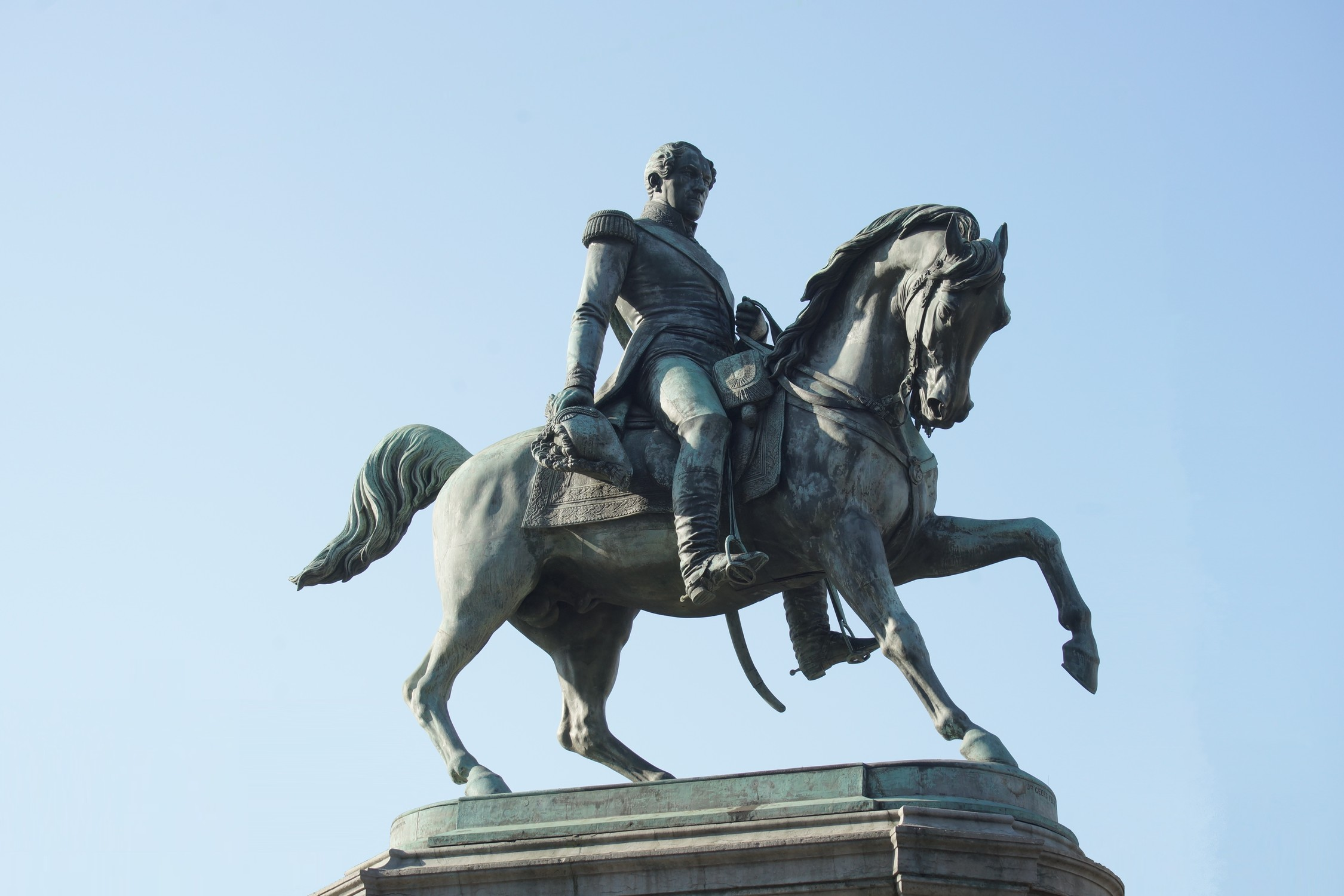
Estátua Equestre de Leopoldo I em Antuérpia, construída em 1872

O Dia Nacional da Bélgica é celebrado anualmente para assinalar o aniversário do juramento de Leopoldo à Constituição, bem como da sua tomada de posse como rei dos Belgas. Diversos monumentos foram dedicados em sua homenagem. O Monumento à Dinastia foi erigido em Bruxelas por iniciativa de Leopoldo II. Entre outras obras comemorativas, destacam-se a sua estátua no topo da Coluna do Congresso em 1859, um monumento na Capela de São Jorge, no Castelo de Windsor, erigido a pedido da rainha Vitória em 1867, a Estátua Equestre de Leopoldo I na Praça Leopoldo, em Antuérpia, em 1872, o Monumento a Leopoldo I em Mons em 1877, o Monumento a Leopoldo I no Parque de Laeken em 1880, a Estátua Equestre de Leopoldo I em Ostende em 1901, e o Monumento a Leopoldo I em De Panne em 1958. Adicionalmente, várias embarcações da marinha belga foram baptizadas em sua honra, incluindo a Leopold I, uma fragata adquirida pela Bélgica em 2007. O seu monograma figura na bandeira da cidade flamenga de Leopoldsburg. A sua efígie tem igualmente figurado em selos postais e moedas comemorativas emitidas após a sua morte.

## Títulos, estilos e honras

### Títulos e estilos

Monograma real de Leopoldo

- 16 de dezembro de 1790 – 6 de abril de 1818: "Sua Alteza Sereníssima, o Príncipe Leopoldo de Saxe-Coburgo-Saalfeld, Duque da Saxônia"
- 6 de abril de 1818 – 12 de novembro de 1826: "Sua Alteza Real, o Príncipe Leopoldo de Saxe-Coburgo-Saalfeld, Duque da Saxônia"
- 12 de novembro de 1826 – 21 de julho de 1831: "Sua Alteza Real, o Príncipe Leopoldo de Saxe-Coburgo-Gota, Duque da Saxônia"
- 21 de julho de 1831 – 10 de dezembro de 1865: "Sua Majestade, o Rei dos Belgas"

### Honras
Nacionais:
- Grão-Mestre da Ordem de Leopoldo

Estrangeiras:
- Cavaleiro, Ordem de Maria Teresa
- Grã-Cruz, Ordem de Santo Estêvão -  1849
- Cavaleiro, Ordem de São Humberto
- Comendador, Ordem Militar de Maximiliano José
- Grã-Cruz, Ordem do Mérito da Coroa Bávara
- Grã-Cruz, Imperial Ordem do Cruzeiro
- Cavaleiro, Ordem do Elefante -  1846
- Grã-Cruz, Ordem da Casa Saxe-Ernestina
- Cavaleiro, Ordem da Coroa de Ruda
- Grã-Cruz, Legião de Honra
- Grã-Cruz, Ordem do Salvador
- Grã-Cruz, Real Ordem Guélfica -  1816
- Cavaleiro, Ordem de São Jorge -  1853
- Cavaleiro, Ordem do Leão Dourado -  1846
- Grã-Cruz, Ordem de Luís -  1859
- Grã-Cruz, Imperial Ordem de Guadalupe
- Grã-Cruz, Ordem Neerlandesa do Leão
- Grã-Cruz, Ordem de Pedro Federico Luís
- Grã-Cruz, Ordem de Cristo
- Grã-Cruz, Ordem da Torre e Espada
- Cordão, Ordem da Águia Negra
- Grã-Cruz, Ordem da Águia Vermelha
- Cavaleiro de Honra, Ordem de São João
- Cruz de Kulm -  1813
- Grande Cordão, Ordem do Leão e do Sol
- Cavaleiro, Ordem de Santo André
- Cavaleiro, Ordem de Santo Alexandre Nevsky
- Cavaleiro, Ordem de Santa Ana (Primeira Classe)
- Cavaleiro, Ordem de São Jorge (Terceira Classe)
- Cavaleiro, Ordem da Anunciação -  1840
- Cavaleiro, Ordem do Tosão de Ouro -  1853
- Cordão, Ordem do Serafim -  1849
- Grã-Cruz, Ordem de São José
- Cavaleiro, Ordem de São Januário
- Grã-Cruz, Ordem de São Fernando e do Mérito
- Cavaleiro, Ordem da Jarreteira -  1816
- Grã-Cruz Honorário, Ordem do Banho -  1816

## Descendência
| Nome                                      | Nascimento             | Morte                  | Notas                                                                   |
| ----------------------------------------- | ---------------------- | ---------------------- | ----------------------------------------------------------------------- |
| Com Carlota de Gales                      |                        |                        |                                                                         |
| Filho natimorto                           | 5 de novembro de 1817  | 5 de novembro de 1817  |                                                                         |
| Com Luísa Maria de Orleães                |                        |                        |                                                                         |
| Luís Filipe, Príncipe Herdeiro da Bélgica | 24 de julho de 1833    | 16 de maio de 1834     | Morreu na infância.                                                     |
| Leopoldo II da Bélgica                    | 9 de abril de 1835     | 17 de dezembro de 1909 | Casou-se com Maria Henriqueta da Áustria, com descendência.             |
| Filipe, Conde de Flandres                 | 24 de março de 1837    | 17 de novembro de 1905 | Casou-se com Maria Luísa de Hohenzollern-Sigmaringen, com descendência. |
| Carlota da Bélgica                        | 7 de junho de 1840     | 19 de janeiro de 1927  | Casou-se com Maximiliano do México, sem descendência.                   |
| Com Arcadie Claret                        |                        |                        |                                                                         |
| Jorge Frederico von Eppinghoven           | 14 de novembro de 1849 | 3 de fevereiro de 1904 | Casou-se com Ana Brust, com descendência                                |
| Artur von Eppinghoven                     | 25 de setembro de 1852 | 9 de novembro de 1840  | Casou-se com Ana Harris, com descendência                               |